# タトラT3 (プラハ市電)
この項目では、かつてČKDタトラが東側諸国へ向けて大量生産を実施した路面電車車両であるタトラT3のうち、チェコスロバキア（→チェコ）のプラハ市電向けに製造された車両について解説する。同市電はタトラT3が最初に導入された路線であり、1960年に製造された試作車に始まり1980年代まで大量導入が実施された。それ以降も機器更新や車体更新が積極的に行われており、登場から60年以上を経た2023年現在も多数の車両が使用されている。

## 概要
タトラカーは、かつてプラハに存在したČKDタトラ（←タトラ国営会社）のスミーホフ工場で生産された、アメリカ合衆国で開発された高性能路面電車のPCCカーの技術を用いた路面電車車両である。最初の形式となったタトラT1は1951年に登場し、プラハ市電には試作車も含めて133両が導入された。一方、1957年からは改良型となるタトラT2が製造されたが、当時のプラハ市電は車両基地の容量不足や電力事情、変電所の出力不足から新型車両の増備は難しい状況にあり、試作車2両の導入に終わった。その結果、プラハ市電ではタトラカー導入前から在籍した2軸車が引き続き使用される事態となり、車両の老朽化や輸送力不足が大きな課題となっていた。また、各都市に導入されていたT2に関しても、車体重量および軸重の増加により導入可能な路線に制限が生じるという課題が浮上していた。そこでスミーホフ工場では、プラハ市電への導入を視野に入れたT2の改良型車両の開発に取り掛かった。これが、後に東側諸国へ向けて1万両以上が生産される事となるタトラT3である。
タトラT3はインダストリアルデザイナーのフランティシェク・カルダウスが手掛けた流線形の車体を有する片運転台・片方向型のボギー車で、車体の一部へのグラスファイバーの使用を始めとした設計変更によりタトラT2と比べた軽量化が実現した。定員は合計110人で、旧型の2軸車による2両編成に匹敵する輸送量を記録した。一方で抵抗制御方式に対応した制御装置をはじめとした電気機器の多くはタトラT2を始めとする従来の車両の構造を受け継いだ形となっていた。

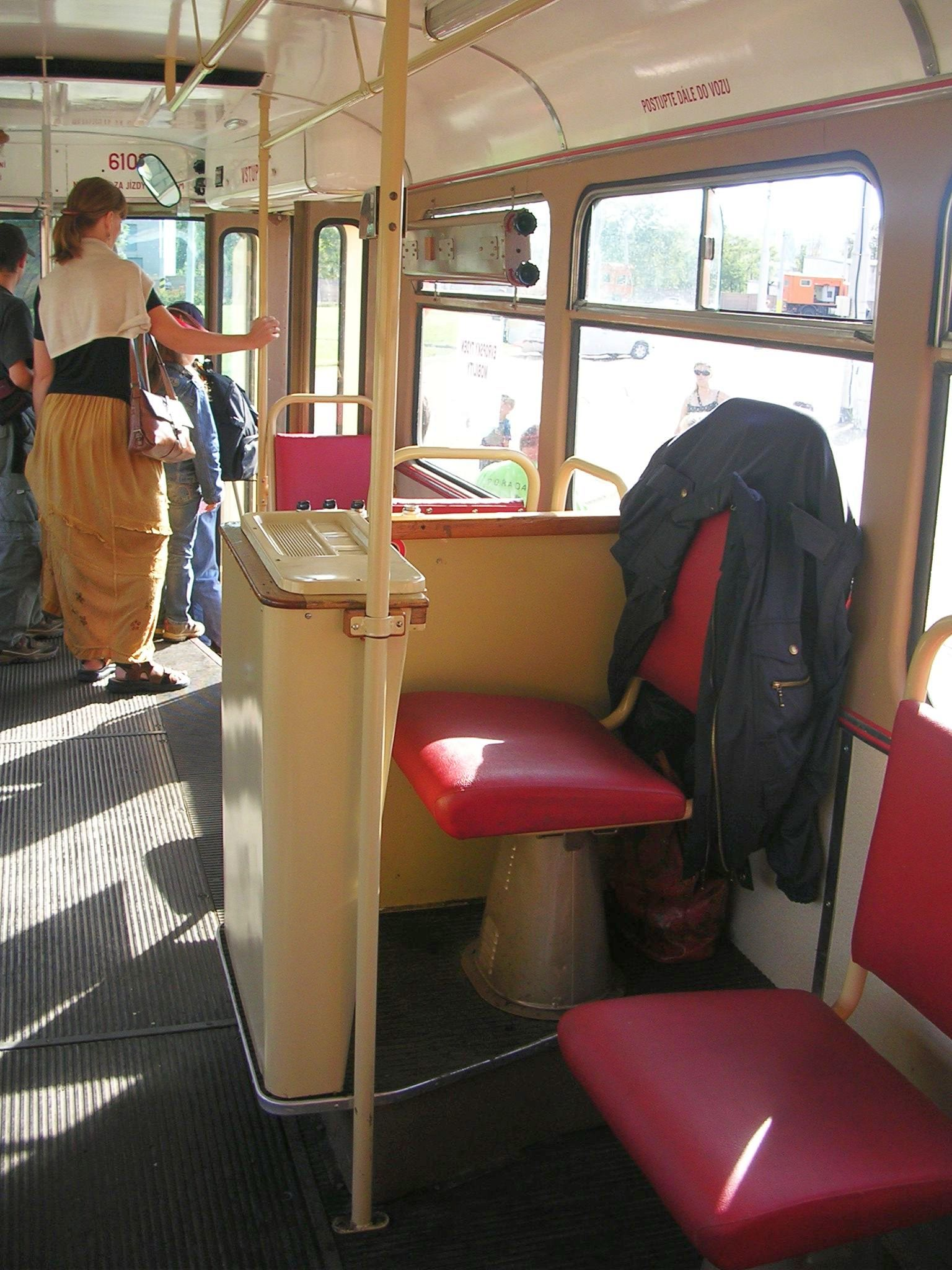
車内（車掌台）
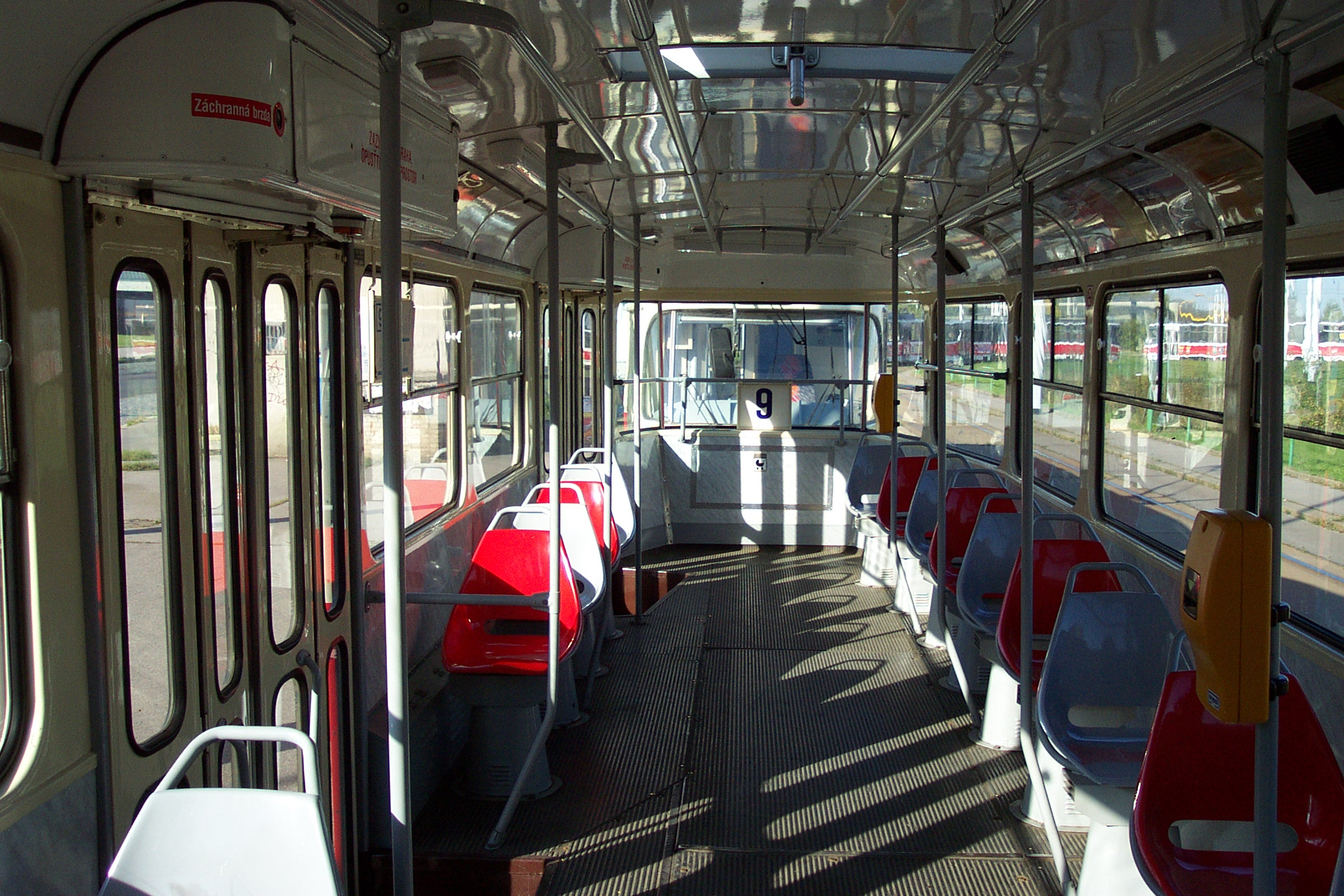
車内（タトラT3SUCS）
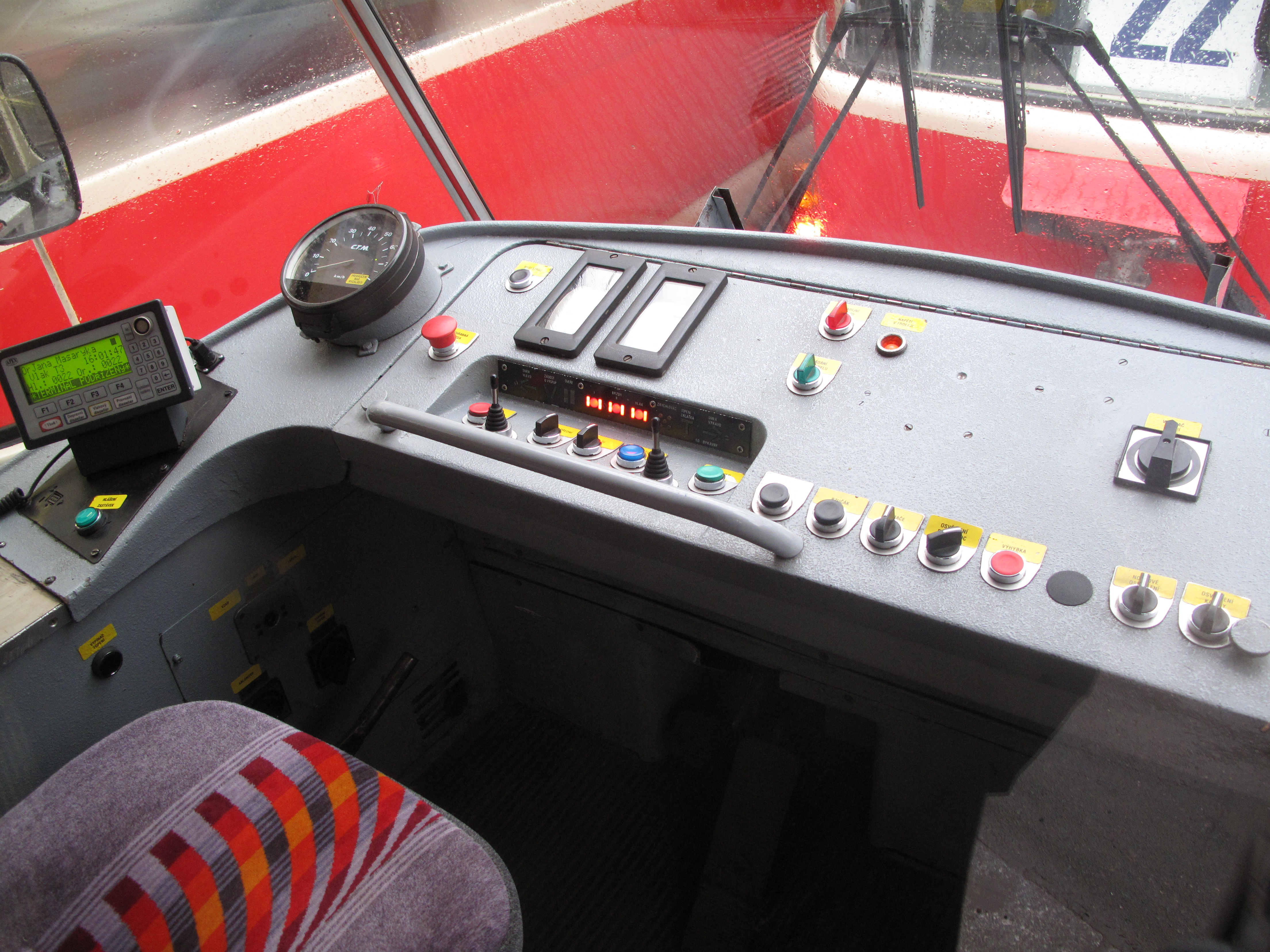
運転台（タトラT3SUCS）
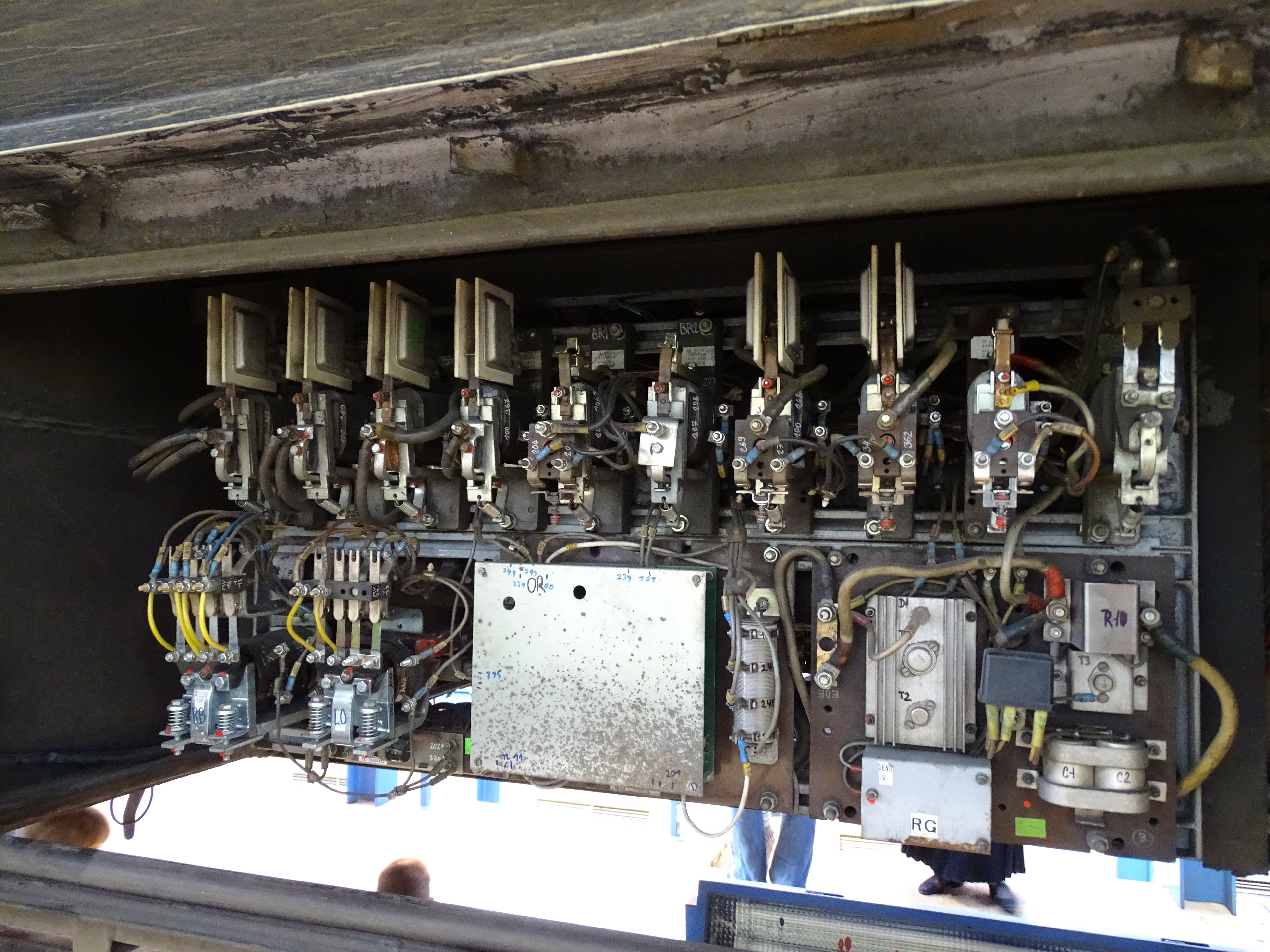
電気機器
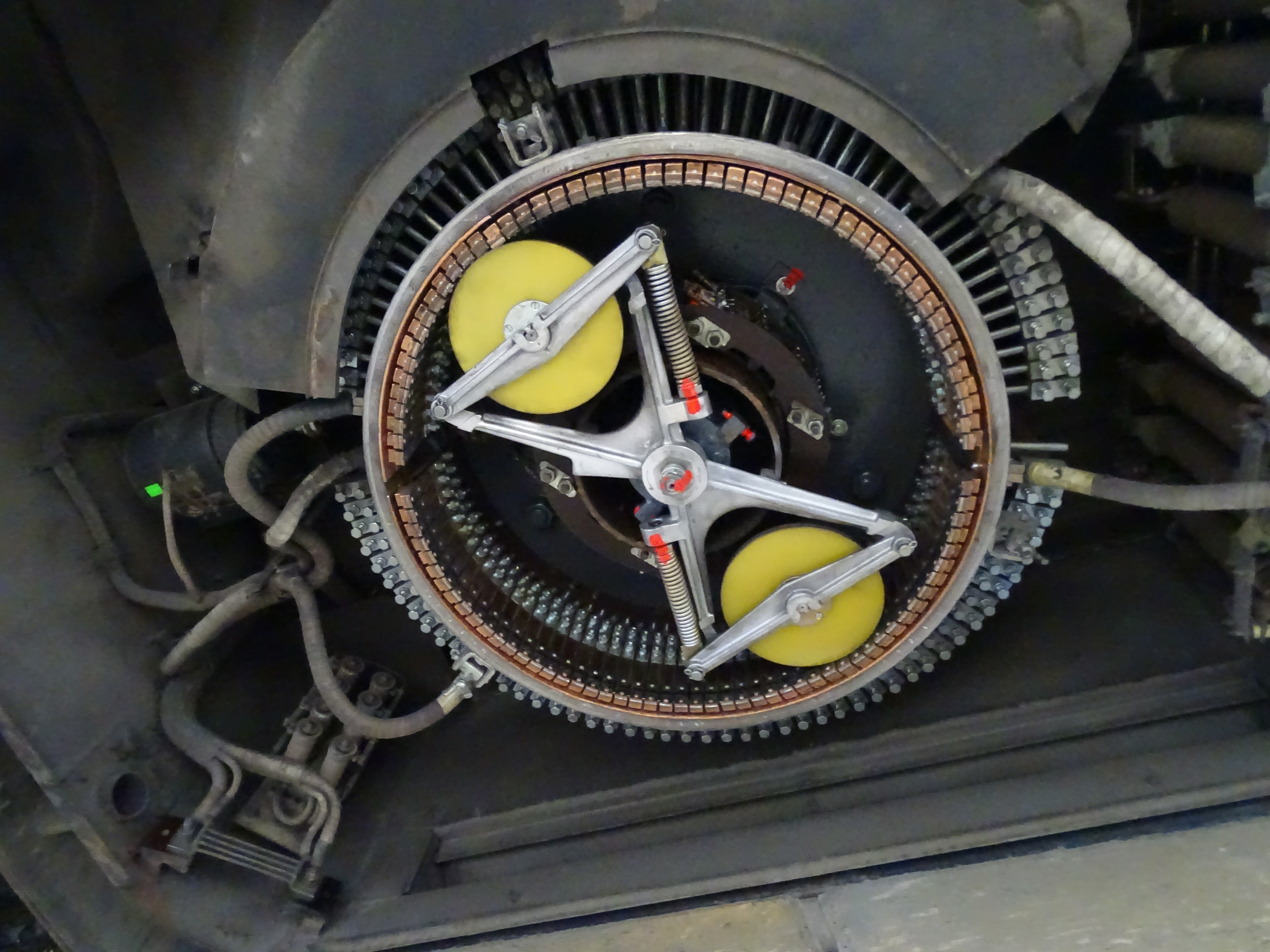
制御装置
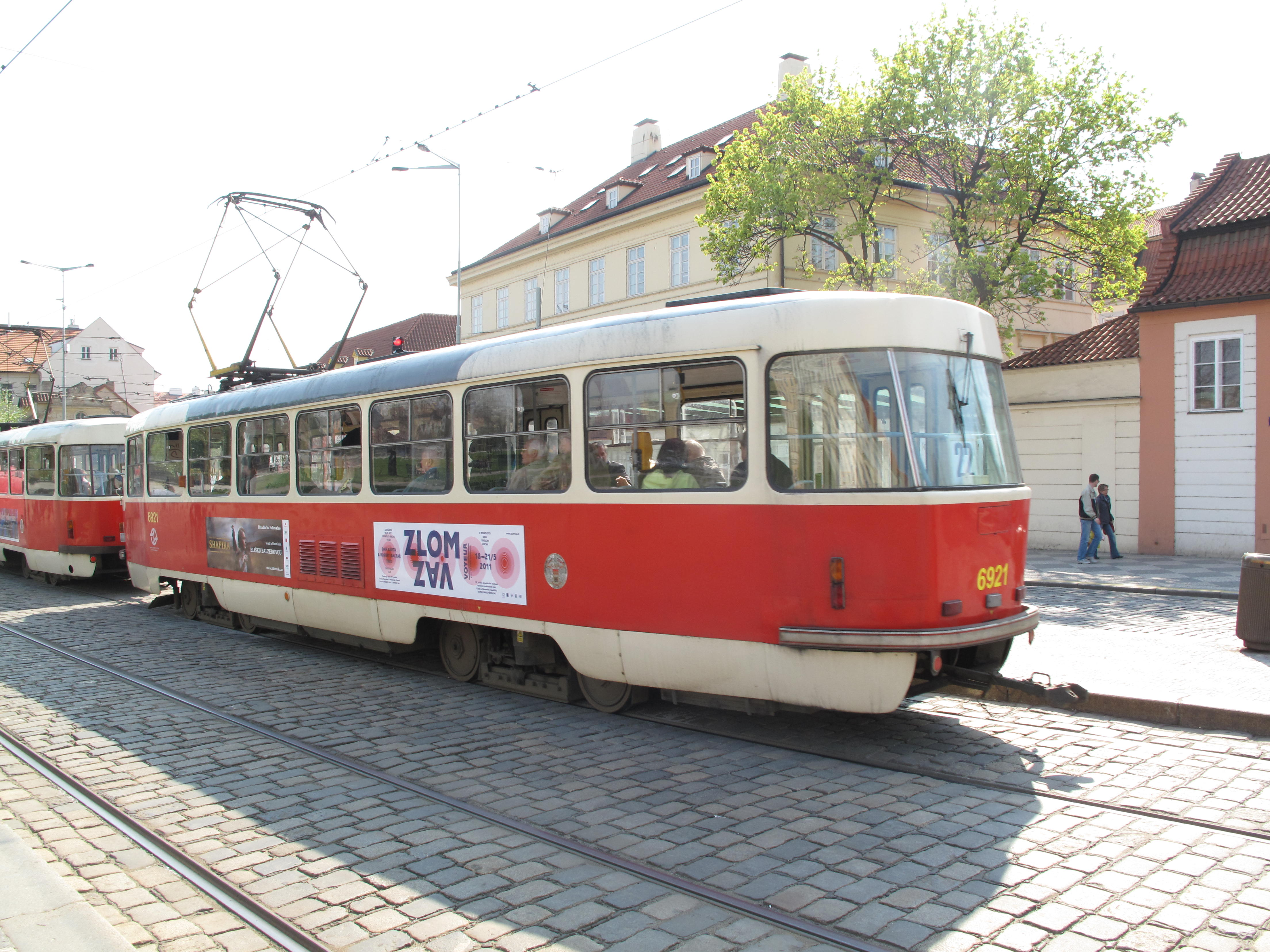
後方

## 歴史
最初のタトラT3は1960年と1962年に1両ずつ製造された試作車（6101、6102）で、プラハ市電の路線を用いた試運転に加えて1961年8月21日から営業運転が行われた。これらの実績を基に開発された量産車は1962年11月22日から営業運転を開始し、以降は急ピッチで量産車の大量生産が行われた。この大規模な導入に合わせて架線の修繕、変電所の強化、車両基地の拡張・新設などの大規模な改良工事も実施された事から多額の資金が費やされたものの、これによってプラハ市電は大幅な近代化や輸送力の向上が実現した。また、これらの大量のタトラT3による高頻度運転は、オイルショックの勃発と共に、1960年代に検討されていた路面電車の廃止を防いだ大きな要因となった。

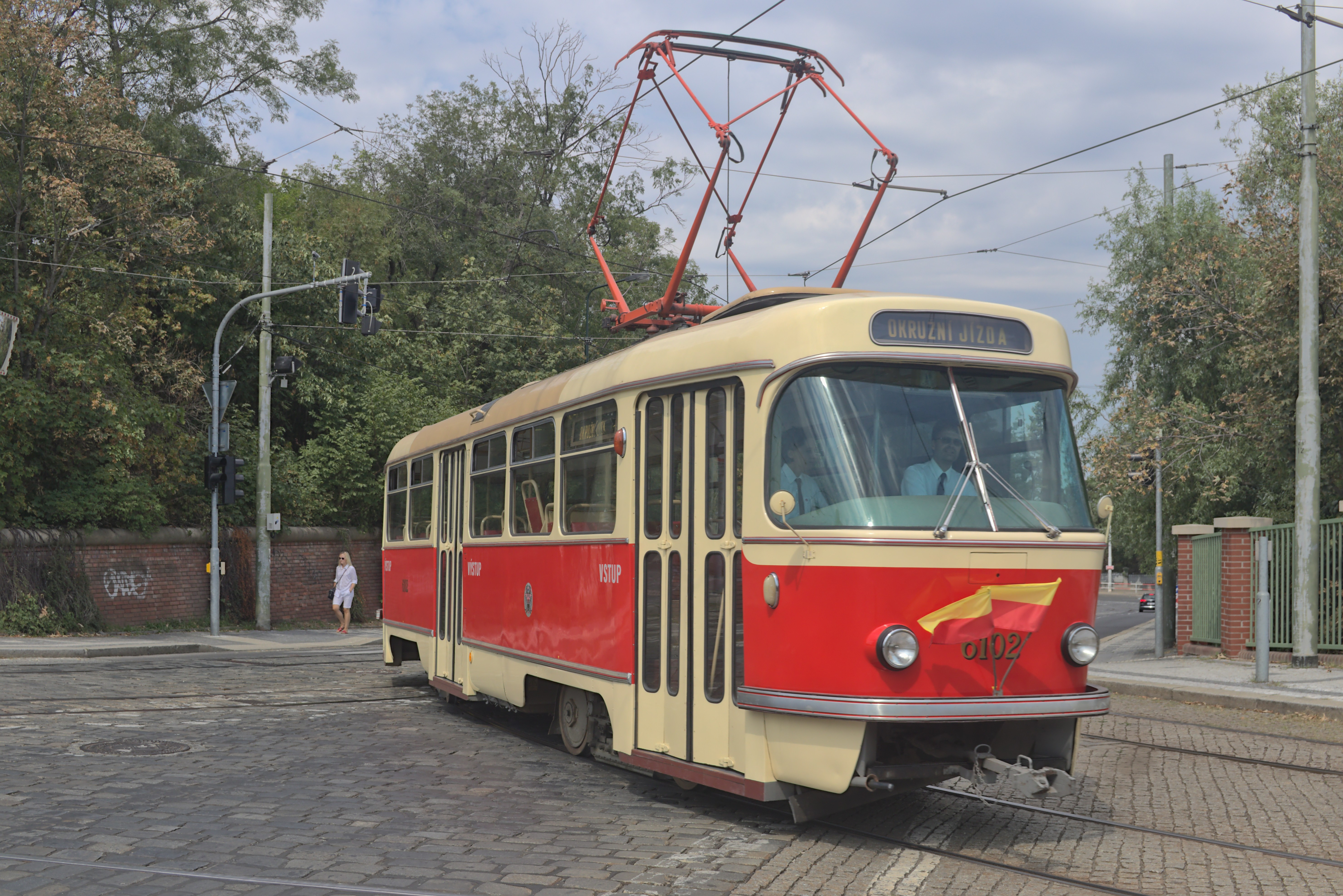
試作車（6102）（2018年撮影）
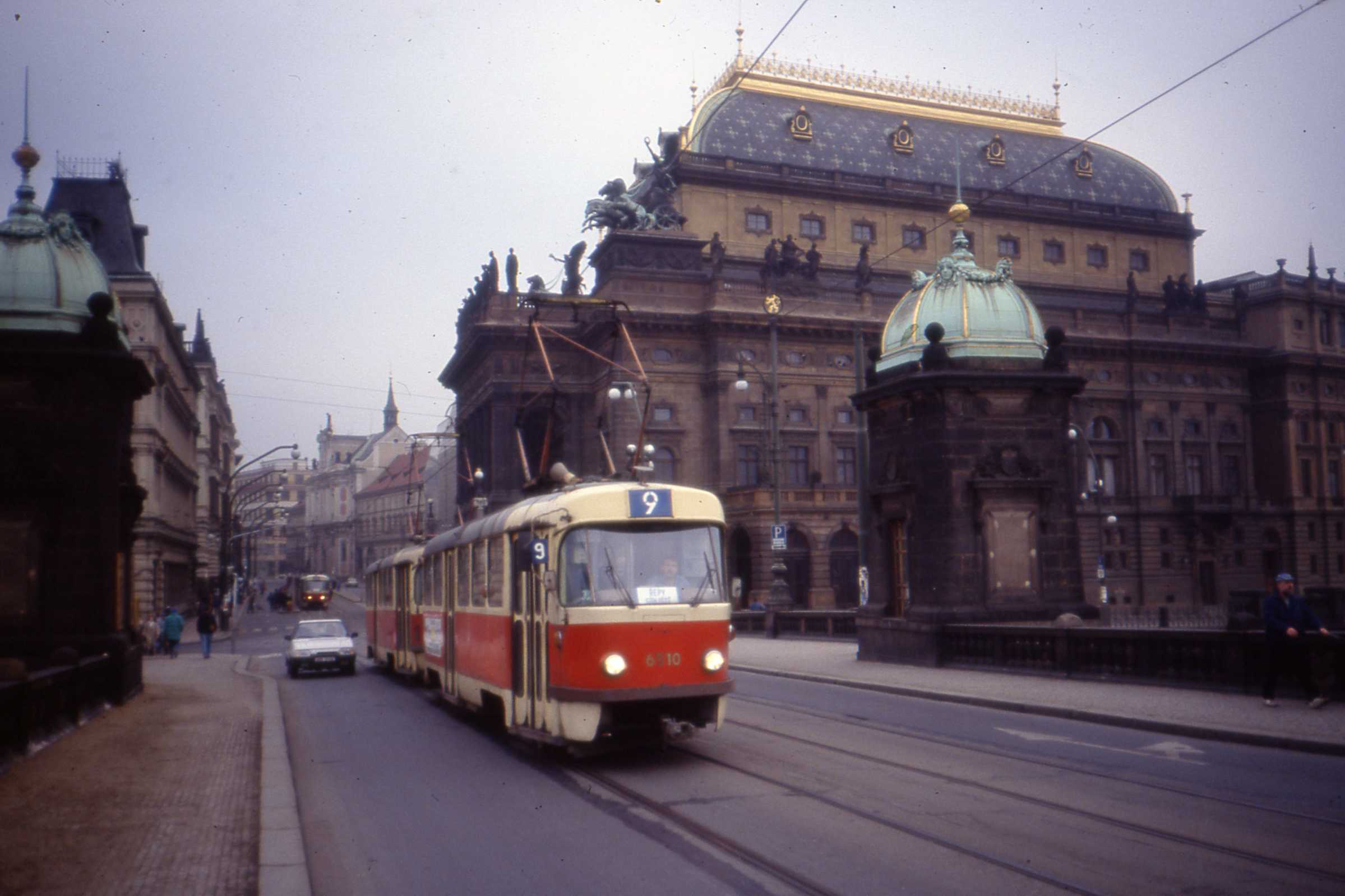
タトラT3（6310）（1992年撮影）
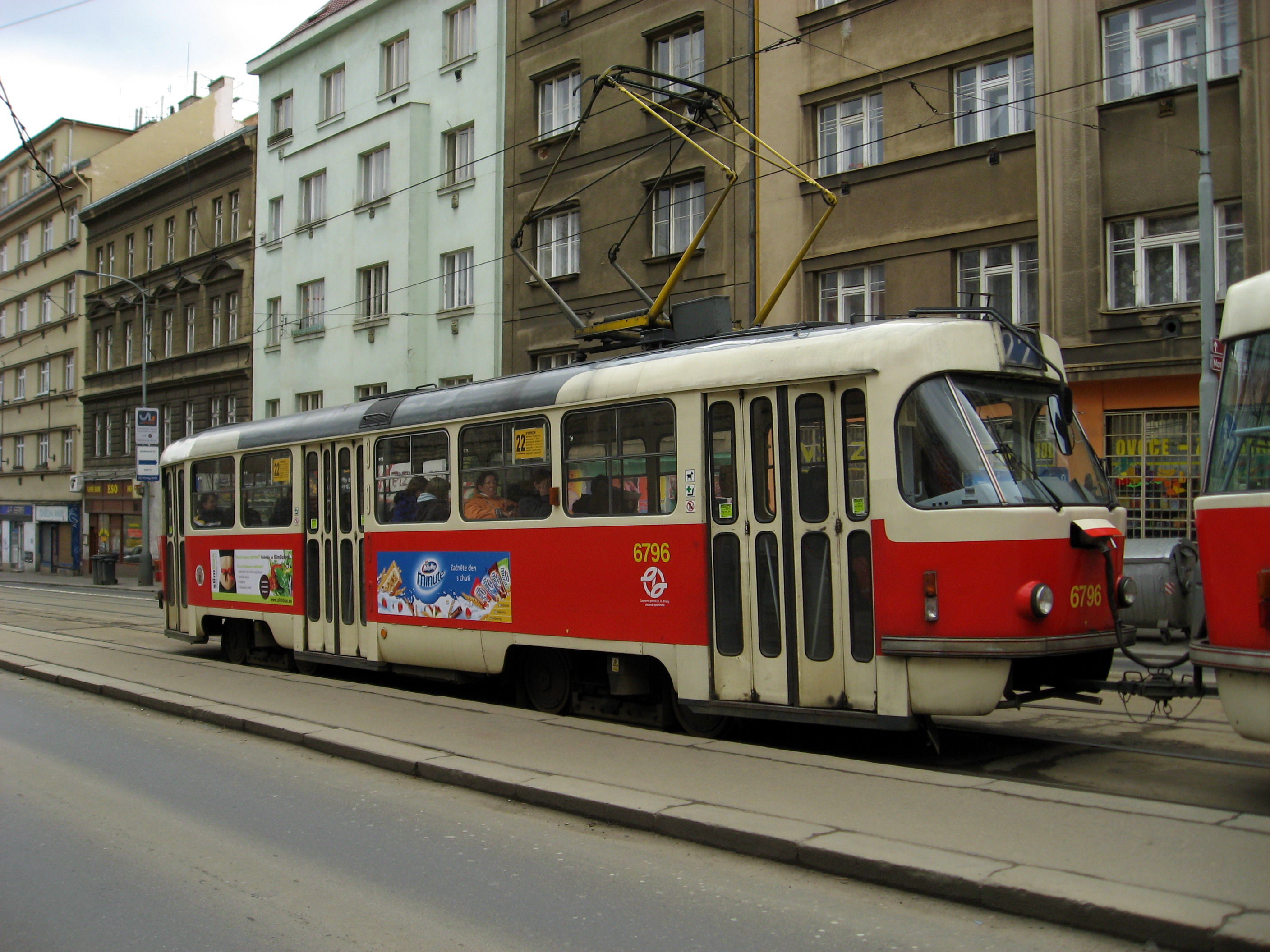
タトラT3（6796）（2009年撮影）
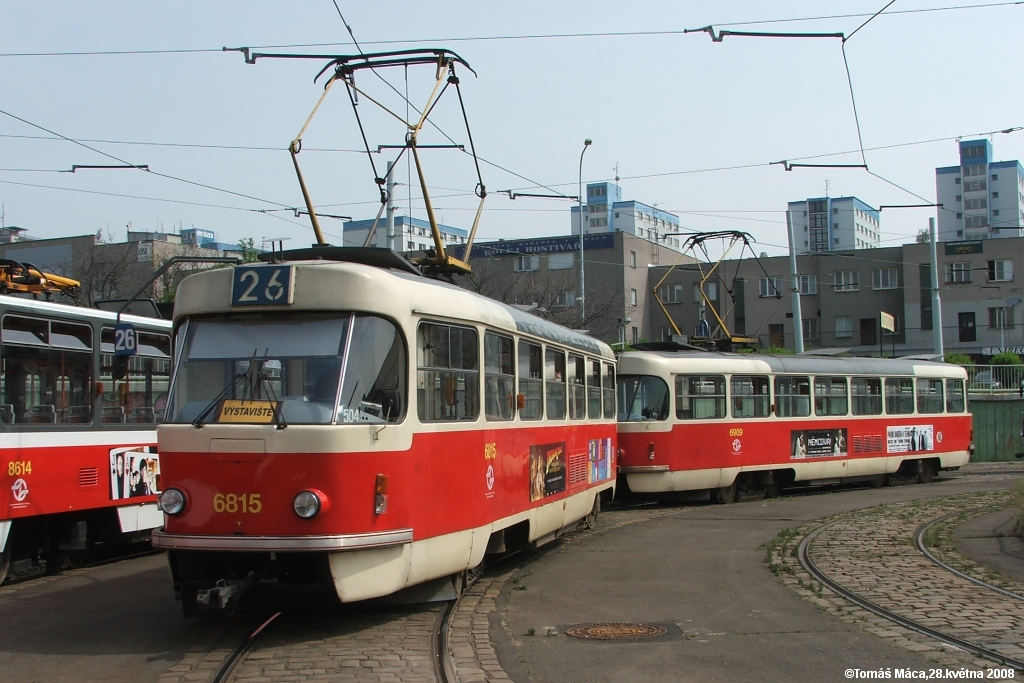
タトラT3（6815）（2008年撮影）

5次に渡って行われ、その中で方向幕の小型化や車掌台の撤去、座席の布張りから革張り、ラミネート加工への変更などの変更・改良が進められたタトラT3の量産は1976年をもって終了した。その時点の生産数について、番号上は890両（6103 - 6992）となっていたが、事故廃車による同一番号車両の発注が行われた事から実際の両数は901両であった。以降の増備は車体設計や機器を刷新した新型車両・タトラT5によって行われる予定であったが、制御装置などの機器の開発が難航していた事、当時ソビエト連邦（ソ連）向けに大量生産されていたT3（T3SU）によって生産ラインの大半が占められていた事、更に車体の信頼性に疑問が挙げられていた事など様々な要因から導入は拒否され、1980年代以降再度タトラT3の量産が行われる事となった。1982年にソ連向けのタトラT3SUを同様の規格で20両（7001 - 7020）導入したのち、翌1983年からはチェコスロバキア向けに座席配置を始めとした設計変更を施したタトラT3SUCSの量産が実施され、1989年までに272両（7021 - 7292）が製造された。最後の車両が納入されたのは1990年3月であったが、以降も1990年代には老朽化した車両の車体を交換するためタトラT3SUCSと同型車体の発注が実施された。

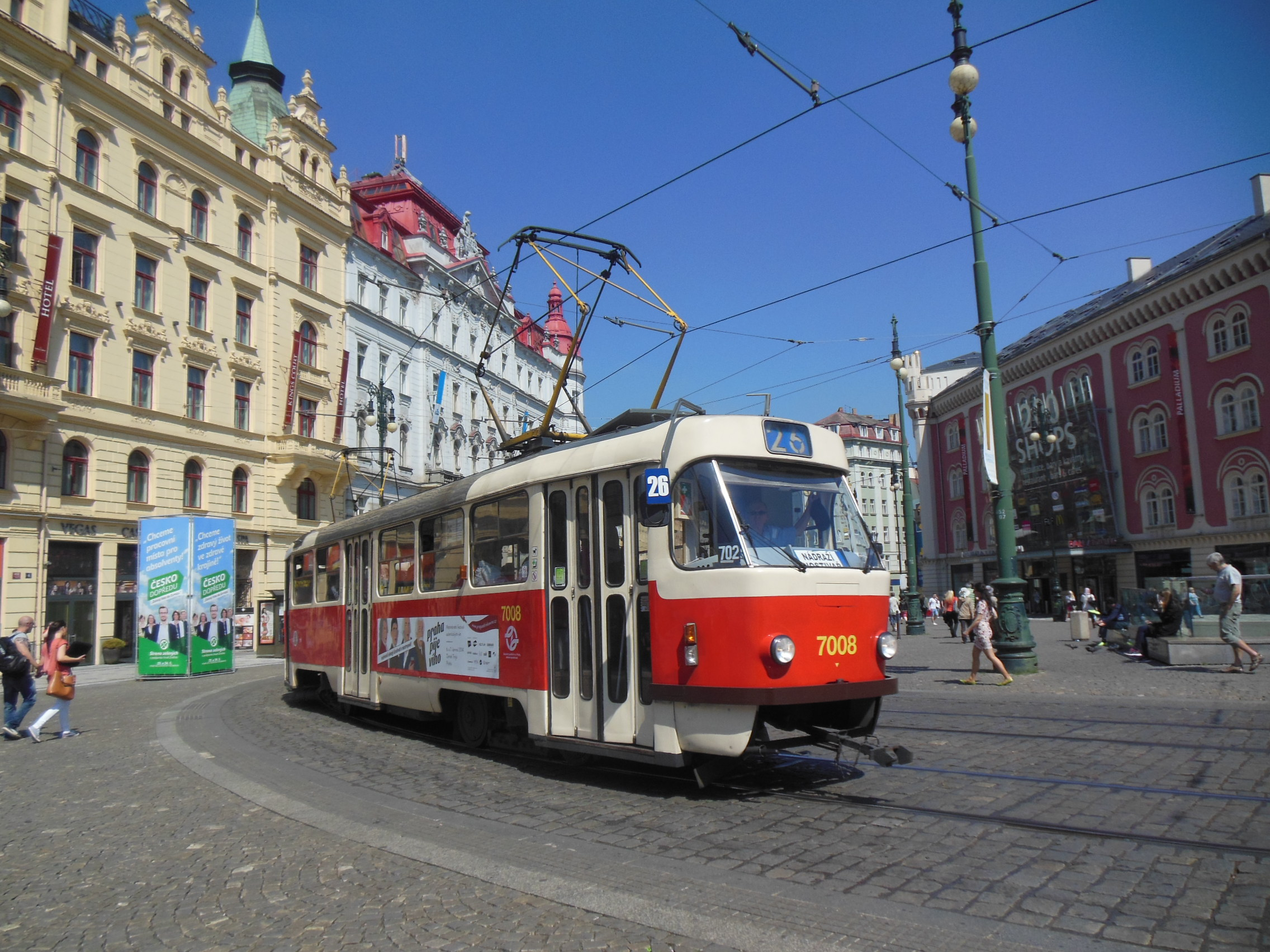
タトラT3SU（7008）（2014年撮影）
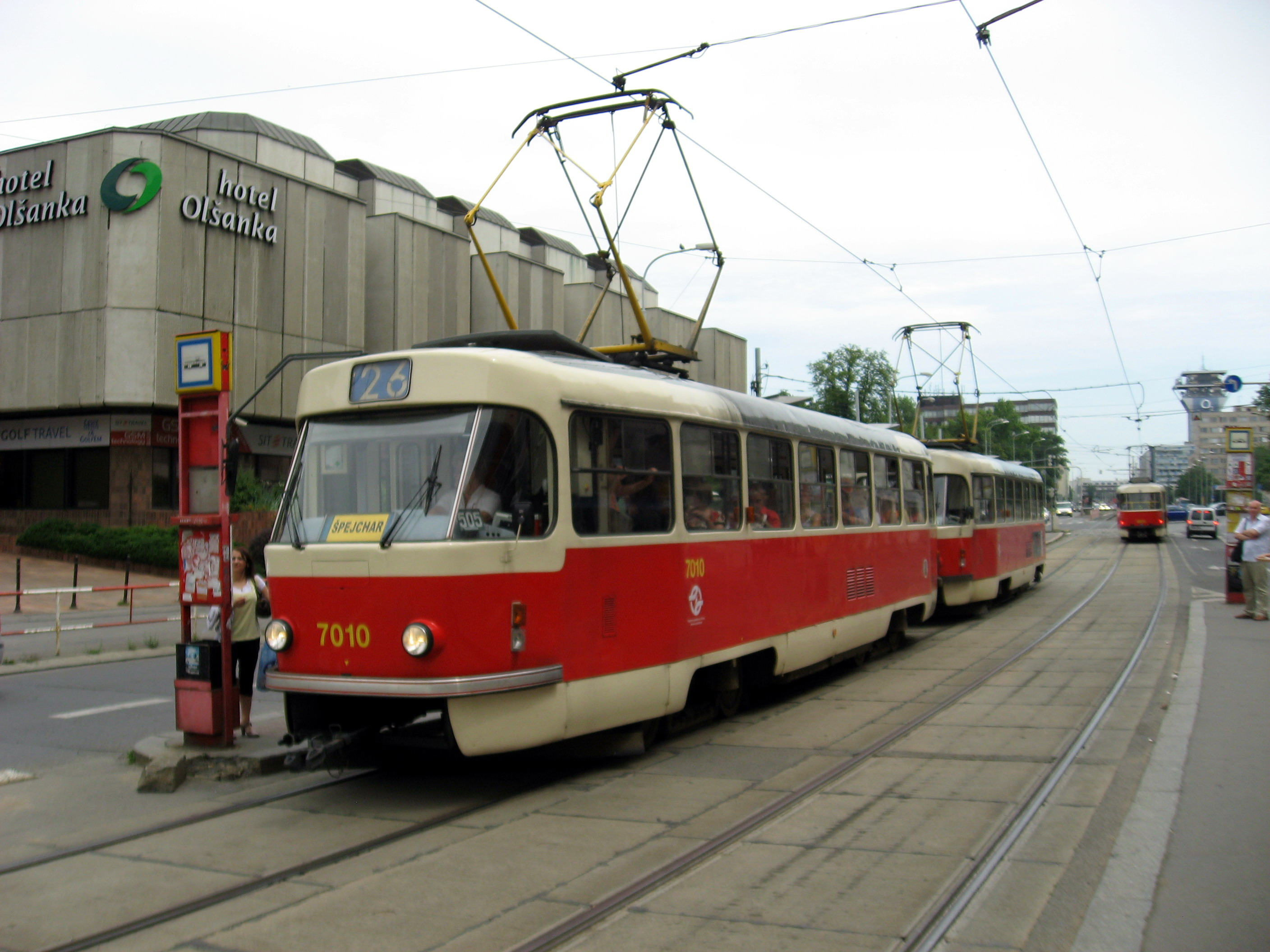
タトラT3SU（7010）（2009年撮影）
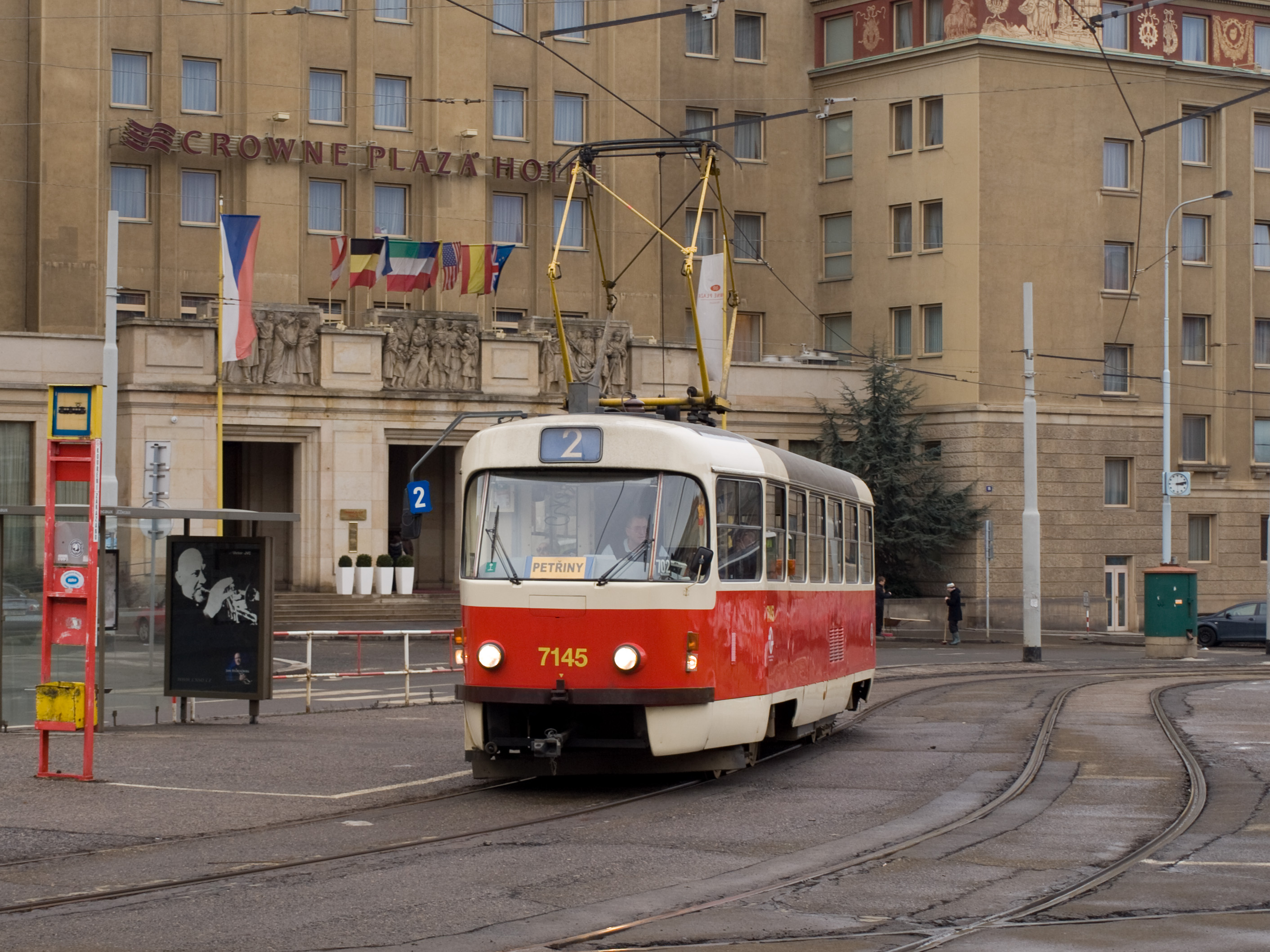
タトラT3SUCS（7145）（2011年撮影）
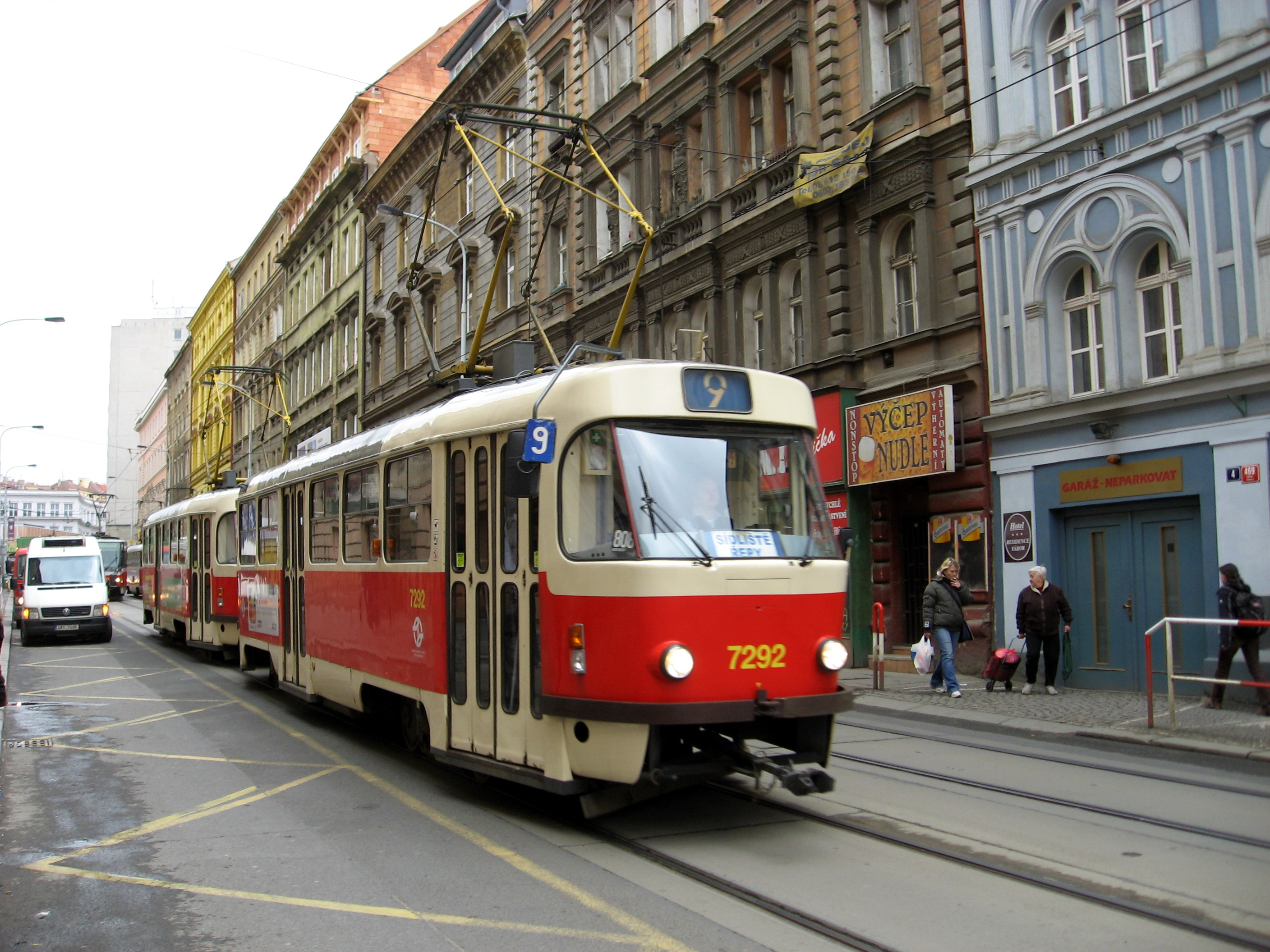
タトラT3SUCS（7292）（2009年撮影）

ビロード離婚を経てプラハがチェコの首都になって以降、後継車となるタトラT6A5や超低床電車（シュコダ14T、シュコダ15T）が多数導入された事で本格的な廃車が進んだ結果、2011年12月19日にタトラT3が、2016年にタトラT3SUが営業運転を終了した。そして2017年3月24日のタトラT3SUCSの引退をもって抵抗制御方式の未更新車は一般系統から撤退した。その一方で1990年代以降は機器更新や車体更新が本格的に進んでおり、特に2000年代以降は車体中央を低床構造にする事でバリアフリーに対応した部分超低床電車のタトラT3R.PLFへの改造（機器流用・車体更新）が継続的に実施されている。
長年に渡って活躍を続けているタトラT3はプラハを象徴する電車として幅広く認知されており、機器を流用した車体更新車のほとんどがT3と同型車体、もしくはT3と同様のデザインを持つ前面形状を有している他、T3のデザインを活かした観光列車も導入されている。T3の後継車として開発されたT6A5が電気機器の老朽化や低床化が困難な構造であった事で営業運転から撤退したのと対照的に、T3に関しては営業運転終了翌日の2017年3月25日から運行を開始した23号線「ノスタルジック・ライン」（Nostalgická linka）での定期的な保存運転や観光用車両による団体輸送に加え、部分超低床電車のT3R.PLFを始めとした更新車両は2023年現在も継続して定期列車に使用されている。ただし、プラハ市電を運営するプラハ公共交通会社は2022年9月に最大200両の超低床電車（シュコダ52T）の導入を発表しており、これらの車両によるタトラT3の更新車両の置き換えが検討されている。

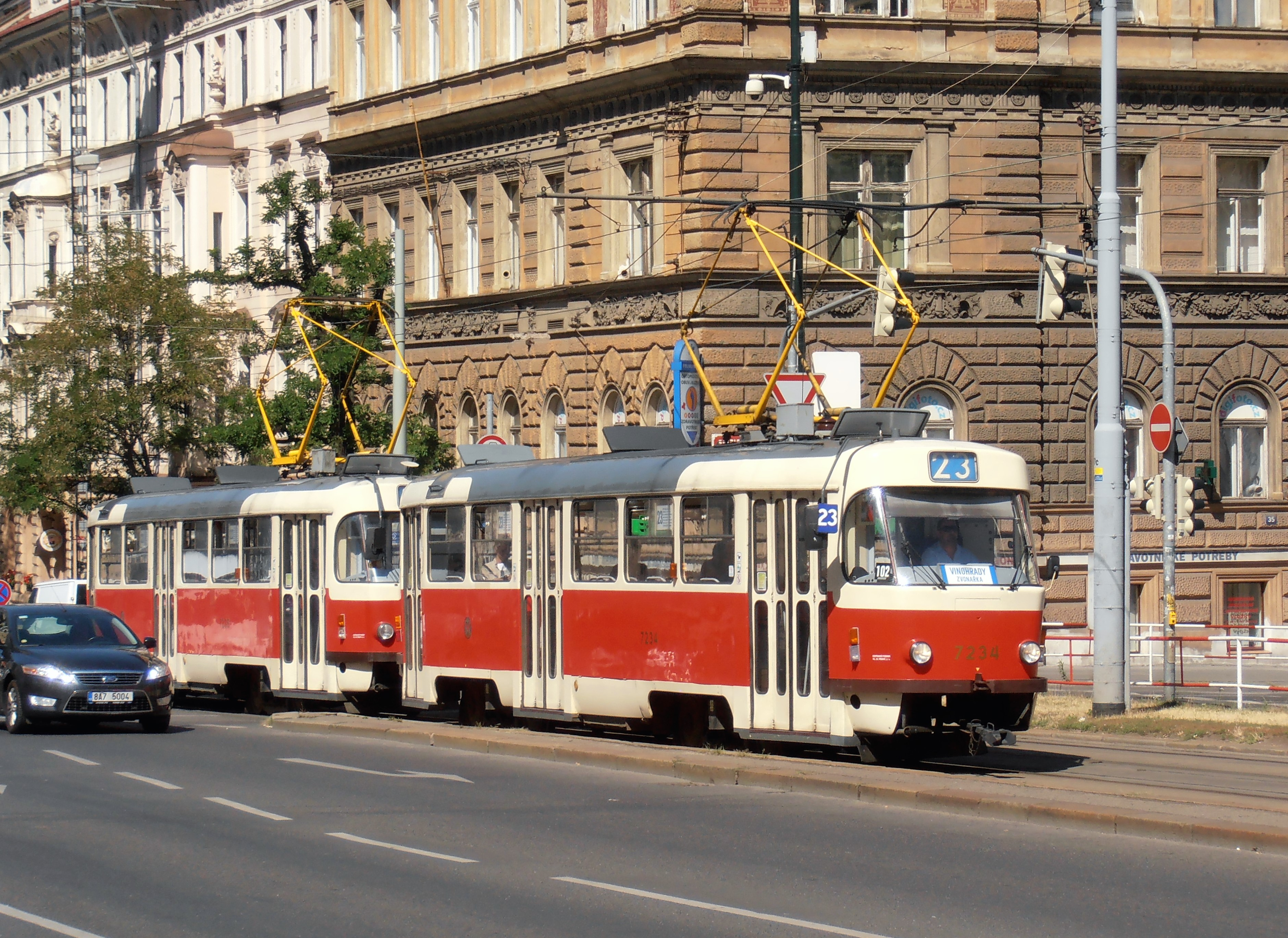
「ノスタルジック・ライン」の運用に就くタトラT3（2018年撮影）

## 改造

### T3M

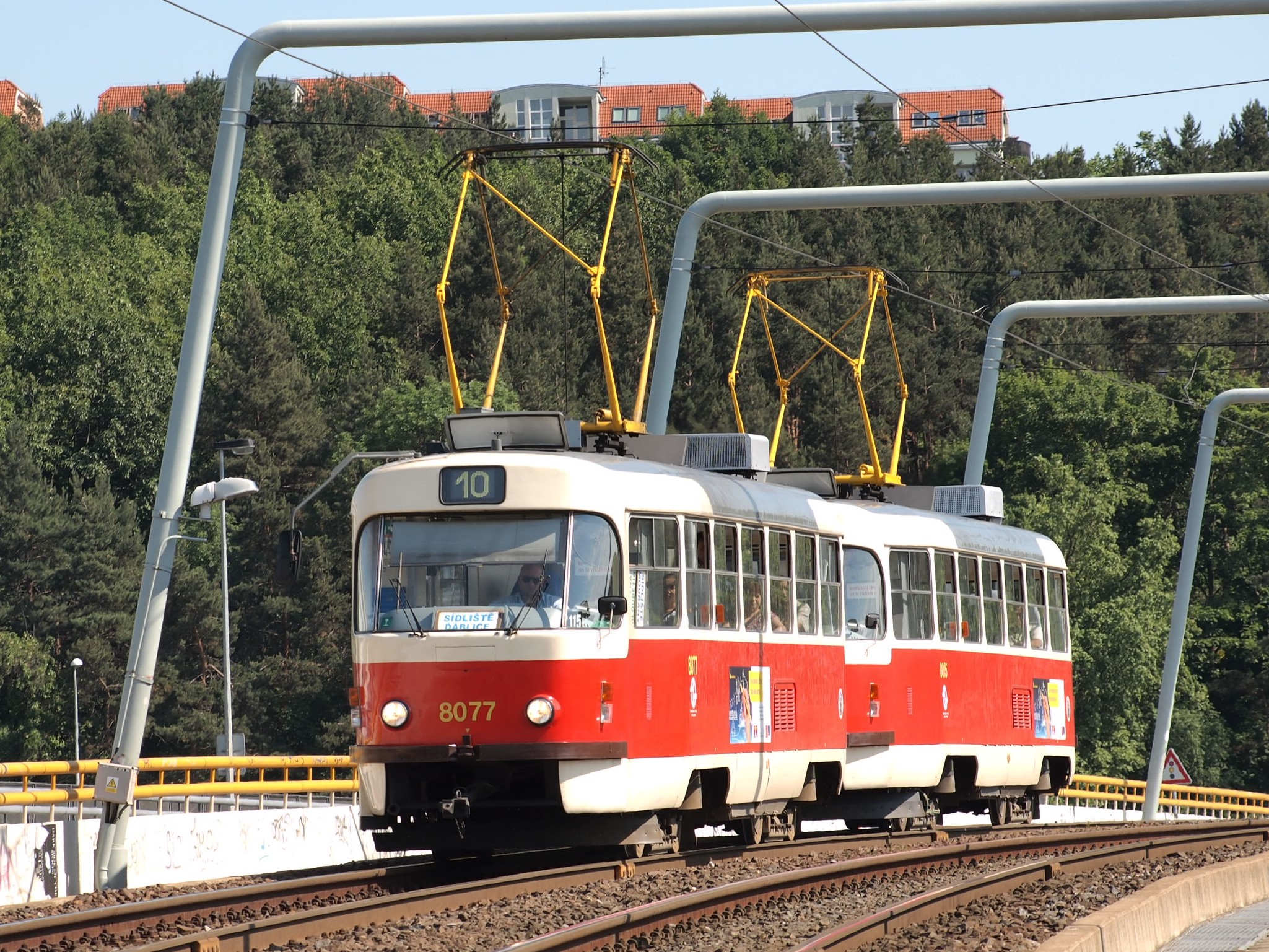
T3M

後継車両開発の難航や車両の近代化を目的に、1977年から1981年にかけてT3の制御装置を電機子チョッパ制御（サイリスタチョッパ制御）を用いたTV1へ交換した車両。試作車を除いて合計102両が改造を受け、うち18両については1996年 - 1997年にT3SUCSの同型車体への交換を始めとした再度の近代化が実施され、形式名もT3M.2-DMCに変更された。2021年時点でも一部車両が23号線「ノスタルジック・ライン」を含めた各系統で営業運転に使用されている他、1981年に改造された8084（←6960）がプラハ市交通博物館に保存されている。

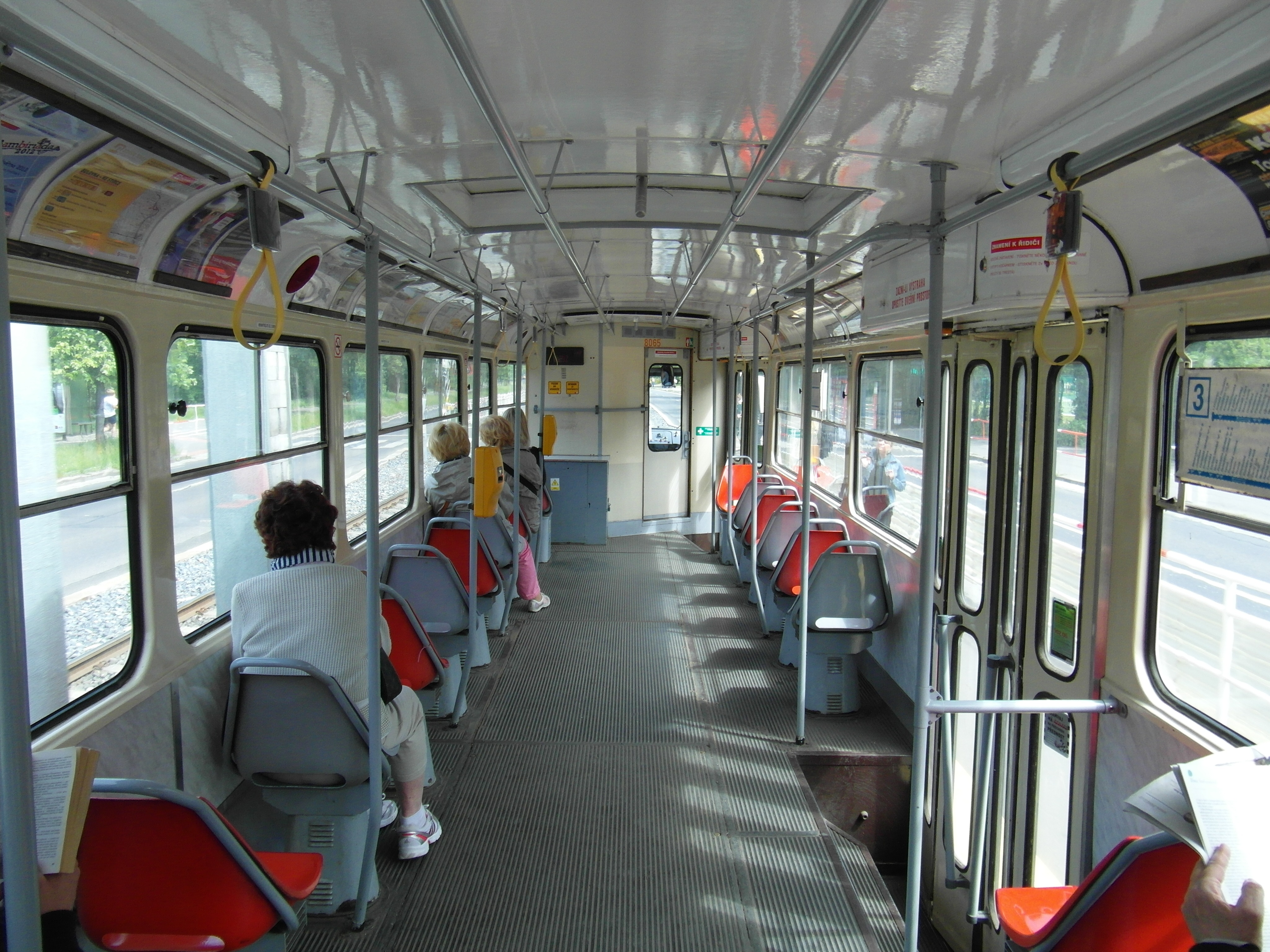
車内

### T3G

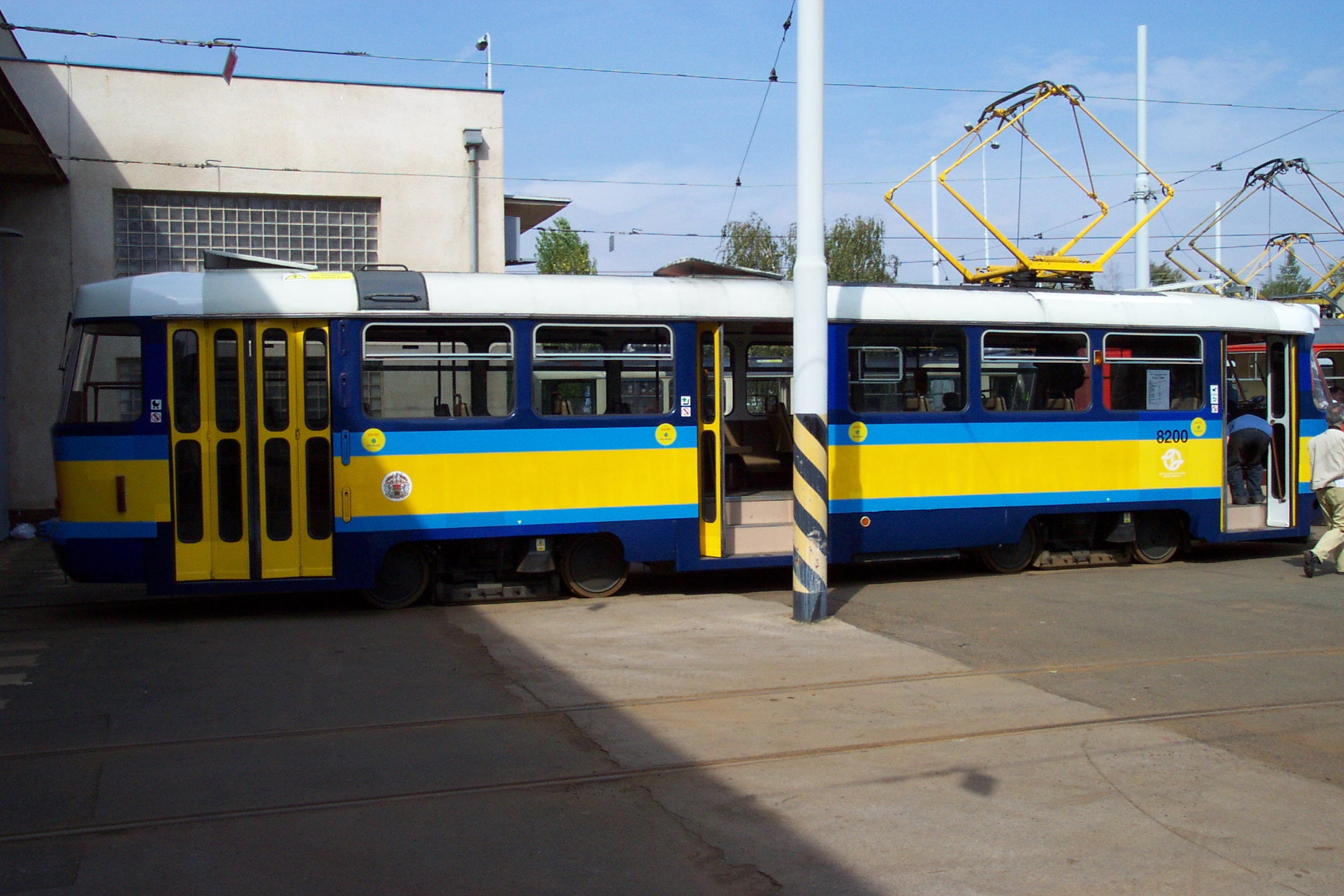
T3G

チェコスロバキアの民主化やビロード離婚直後の時代、T3の近代化および延命を目的に、制御装置をGTO素子を用いたサイリスタチョッパ方式のTV8へと交換した車両。プラハ市電では2両が改造を受けたがそれ以上の導入は行われず、1994年に改造を受けた8201（←6551）は2003年に廃車された一方、8200（←7007）についても2007年に運用を離脱したのちT3R.PVへの再改造を受けた。

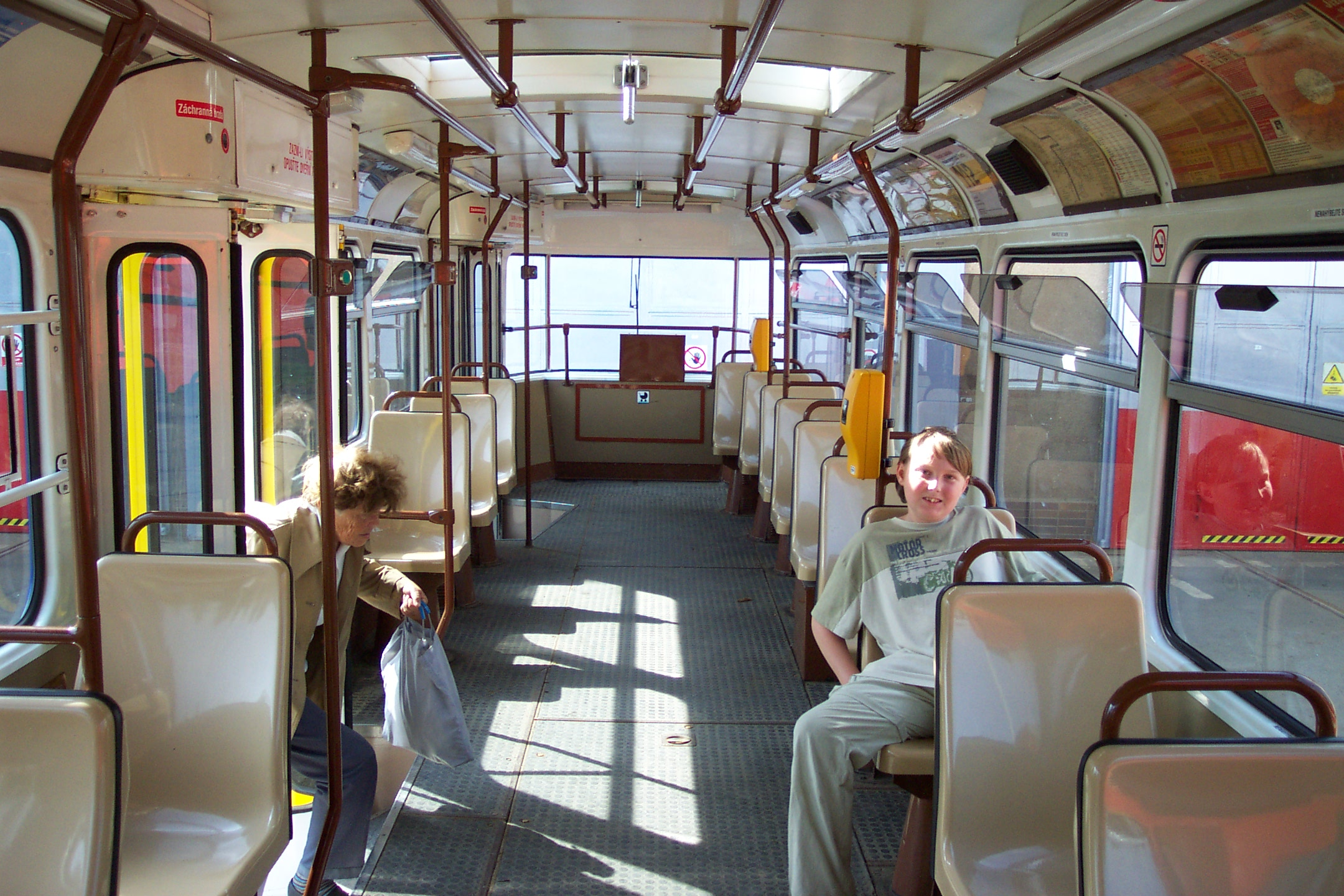
車内

### T3R

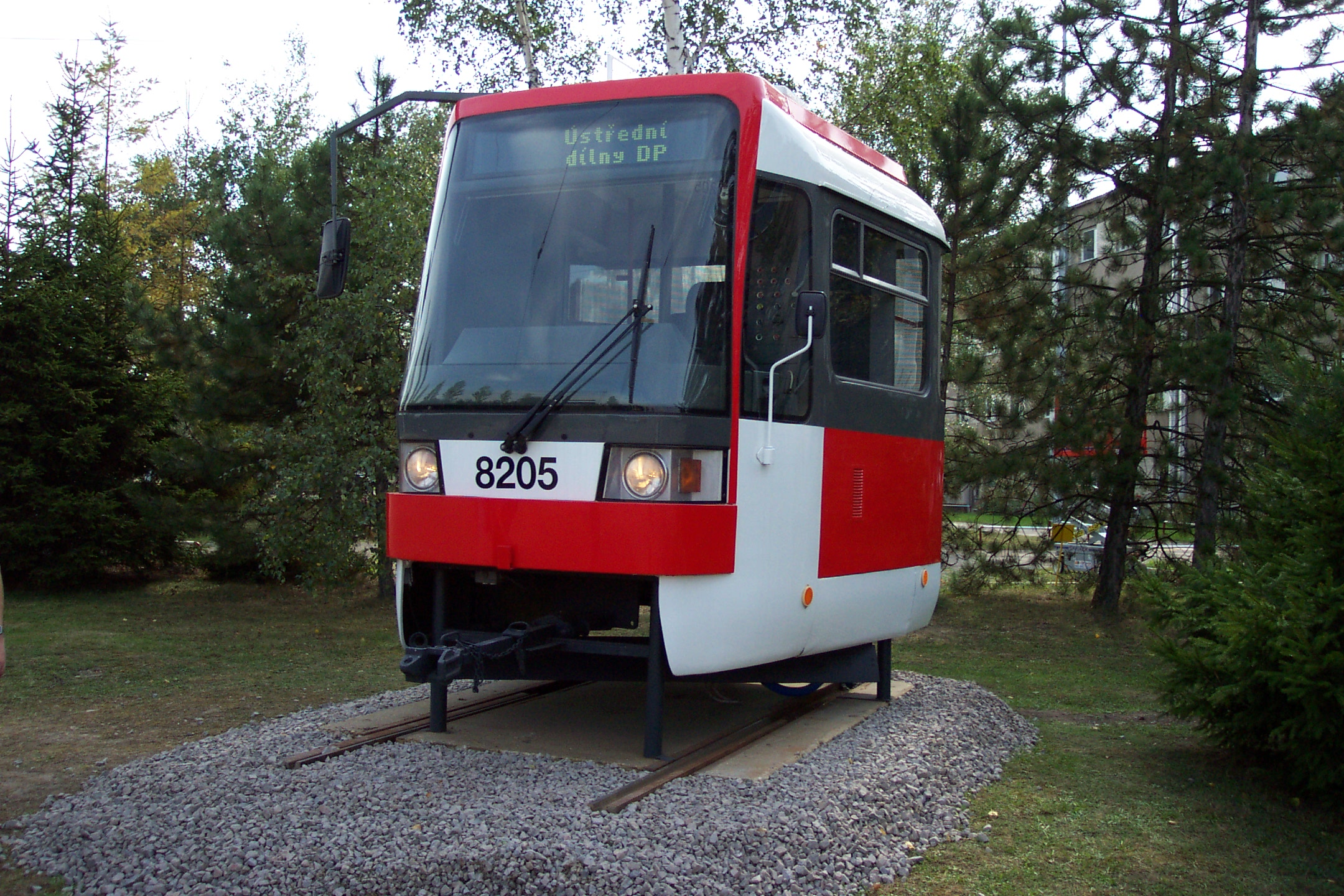
解体後も残されているT3Rの先頭部

T3のうち1両（6329）を対象に、先頭部の新造、半自動連結器や電機子チョッパ制御装置（GTO素子）の導入などの近代化を実施した形式。1994年から1998年にかけてプラハ市電の修理工場で改造が行われ、形式番号を「8205」に改めた上で1999年4月から営業運転に投入されたが、故障頻度が高かった事から2005年に廃車され、翌2006年までに解体された。2020年現在は先頭部のみ路面電車の修理工場前に保存されている。

### T6A5.3
T3の後継車両として導入されたT6A5のうち、1998年に導入された車両は製造費用の削減を目的にT3の台車や一部機器を流用し、回生ブレーキを搭載した「T6A5.3」として製造されたが、新造車両と費用がほぼ同じ結果になった事で1両のみの試作に留まった。

### T3R.P

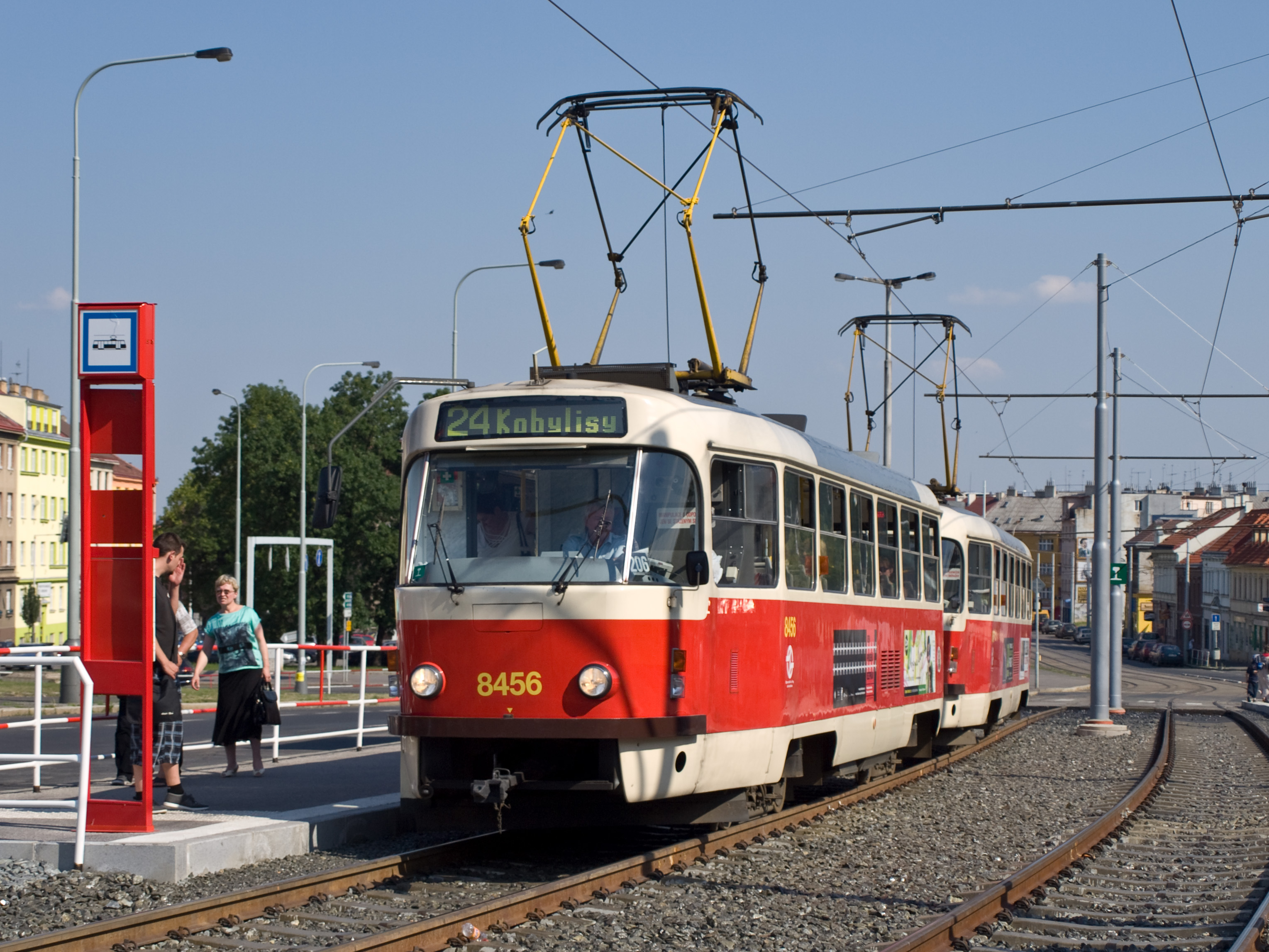
T3R.P

延命も兼ねた近代化工事の一環として、車体・車内の改修に加え、電気機器を電機子チョッパ制御（IGBT素子）を用いたセゲレツ（Cegelec）製のTVプログレス（TV Progress）に交換した形式。制御信号にアナログ信号を用いる車両は「T3R.P A」、デジタル信号を用いる車両は「T3R.P D」と区別されている。2001年から2010年までに合計315両が改造を受け、初期の35両はシュコダ・トランスポーテーションの子会社であるパルス・ノヴァ（Pars nova a.c.）で工事が行われたが、それ以降はプラハ市電の修理工場で実施された。
また、2002年には比較用の試作車としてT3の1両が同じくセゲレツ製のVVVFインバータ制御方式の電気機器「TVユーロパルス（TV Europulse）」を用いたT3R.Eに改造されたが、最終的にT3R.Pの増備が決まり、2005年に電気機器の交換を始めとした編入工事が行われている。

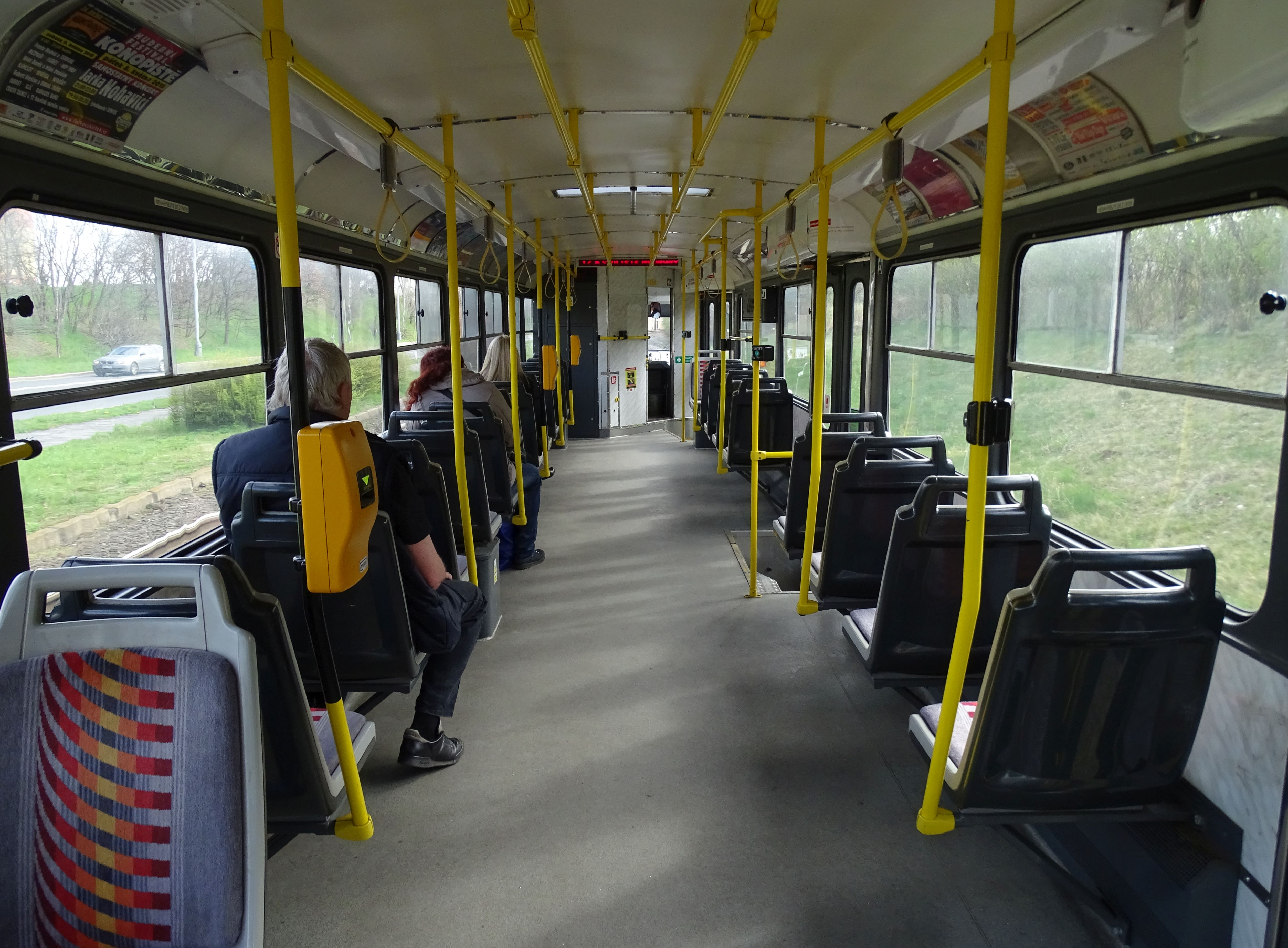
車内

### T3R.PV

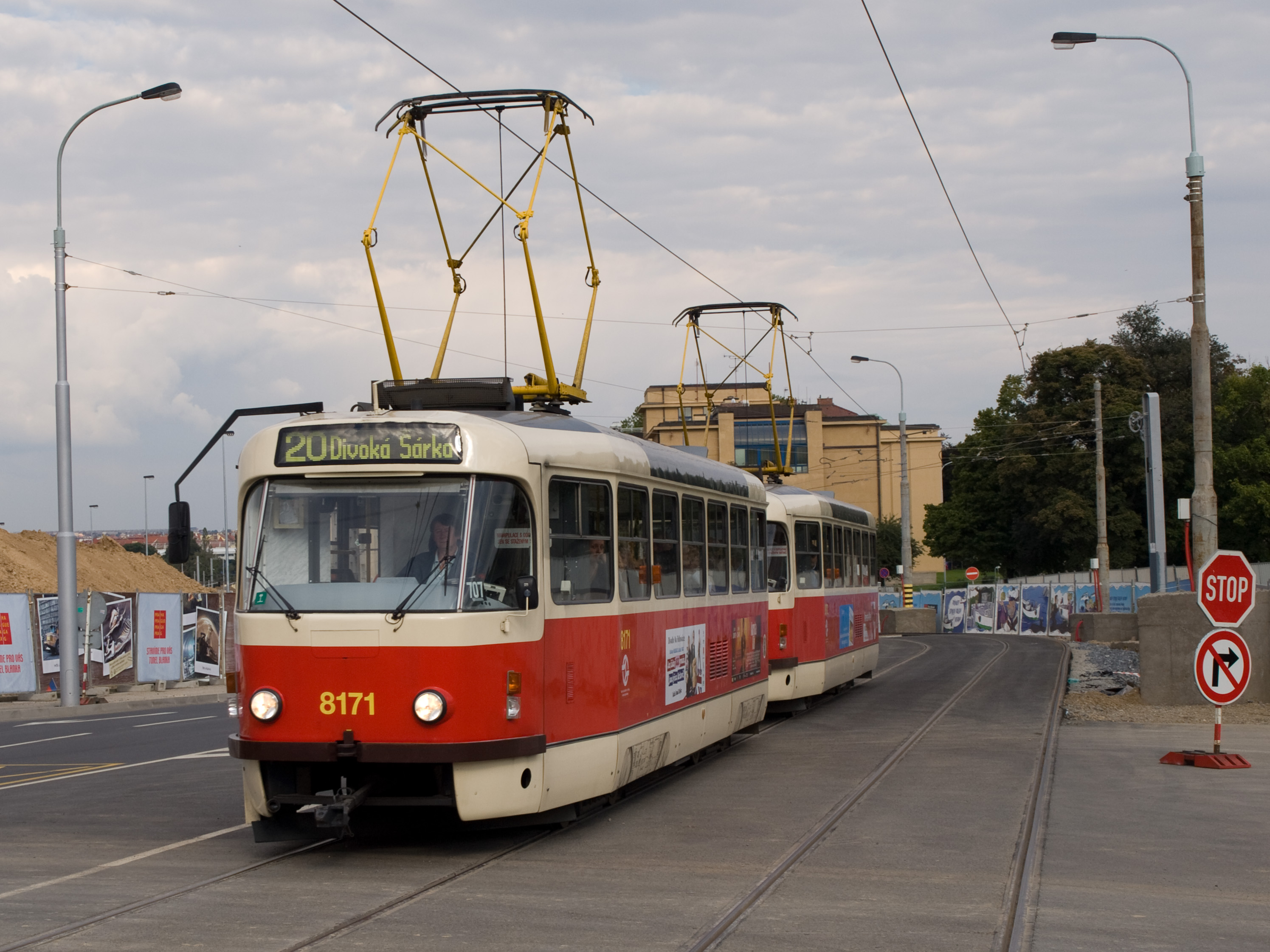
T3R.PV

電気機器をTVプログレスに交換した車両のうち、車体の老朽化が著しかった35両については、機器の更新に加えてアライアンスTWが展開するタトラT3とほぼ同型の車体「VarCB3」への換装も実施され、形式名がT3R.PV（8151 - 8185）に変更されている。

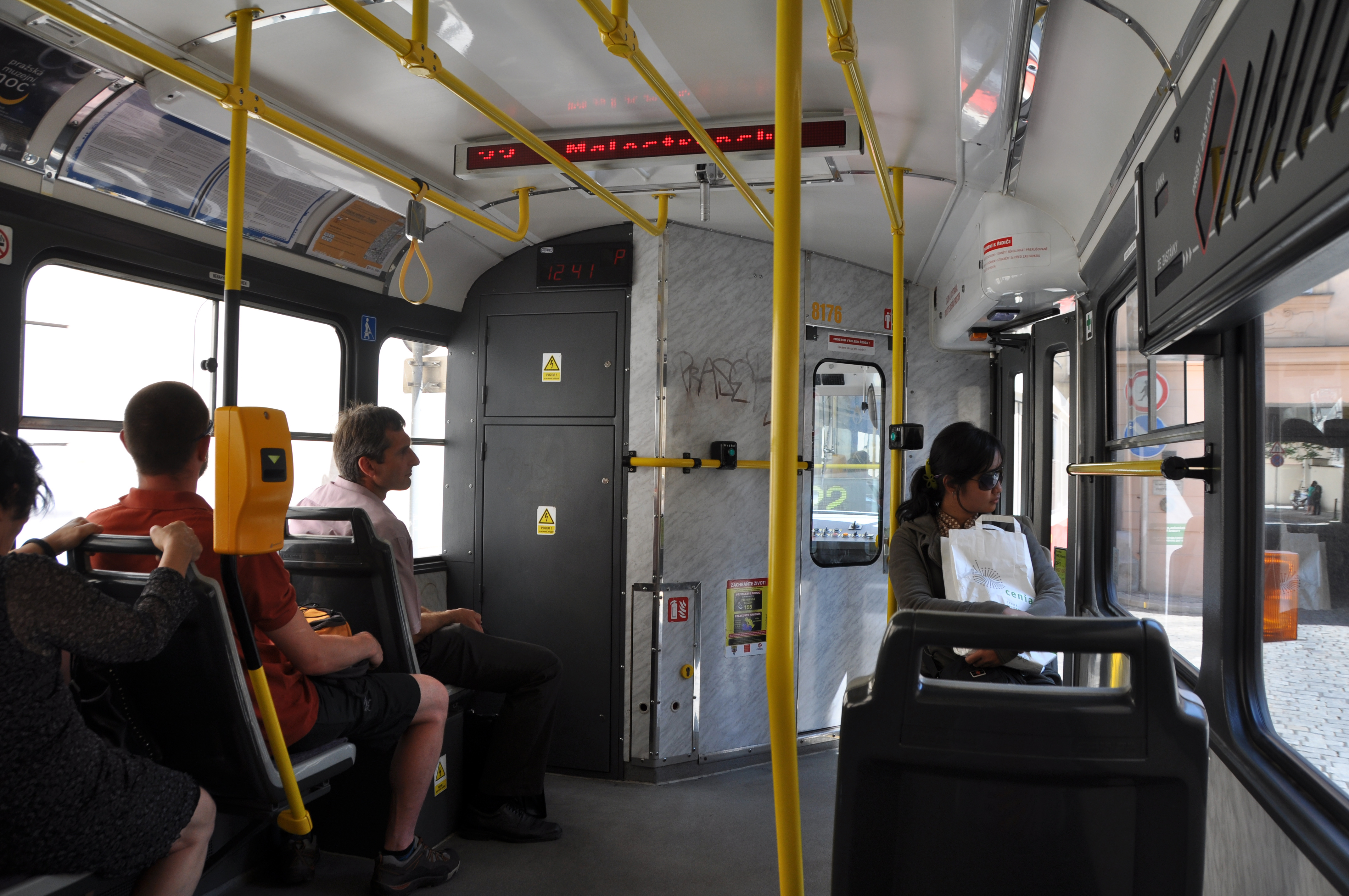
車内

### T3R.PLF

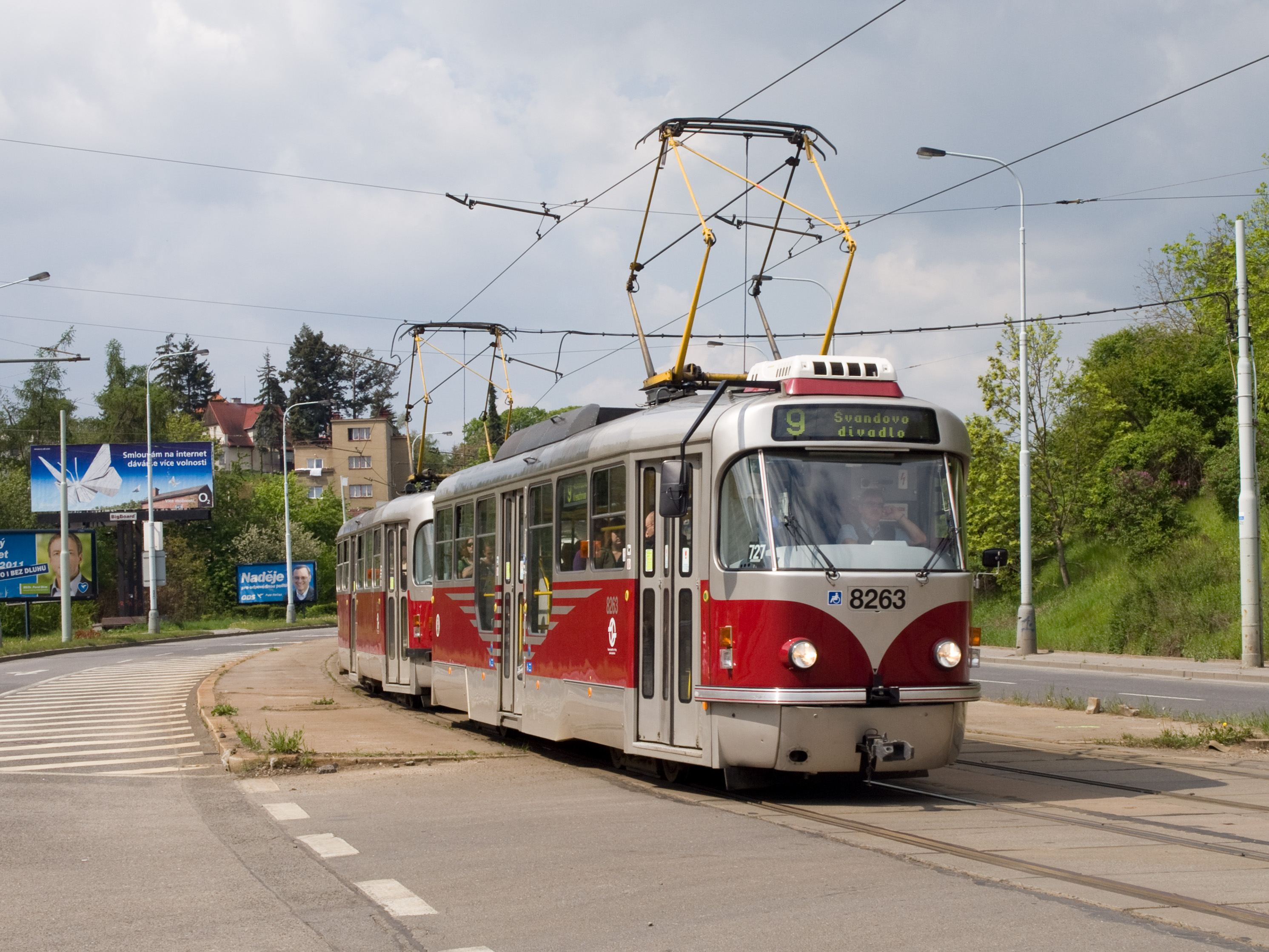
T3R.PLF

プラハ市電には2006年以降シュコダ・トランスポーテーション製の超低床電車の導入が継続して行われているが、これらの車両は定員数が多い連接車で、深夜など利用客が少ない時間帯では輸送力が過剰となる事が課題であった。そこで2007年以降、T3の機器と中間部分が低床構造となっている「VarCB3LF」と呼ばれる車体を組み合わせた、1両での運行が可能な部分超低床電車のT3R.PLFの導入が実施されている。2006年から2009年の間に33両（8251 – 8283）が製造された後、2017年と2018年に今後の増備の参考とするため2両（8284、8285）が増備された。更に2023年からはこれらの車両の成果を基に、T3R.Pの台車や機器を用いた車両が65両（8286 - ）導入される予定となっている。停留所の安全地帯の長さの都合上、2両編成での運転時には基本的に同形式による連結は行われず、後方にT3R.PやT3R.PVが連結される。

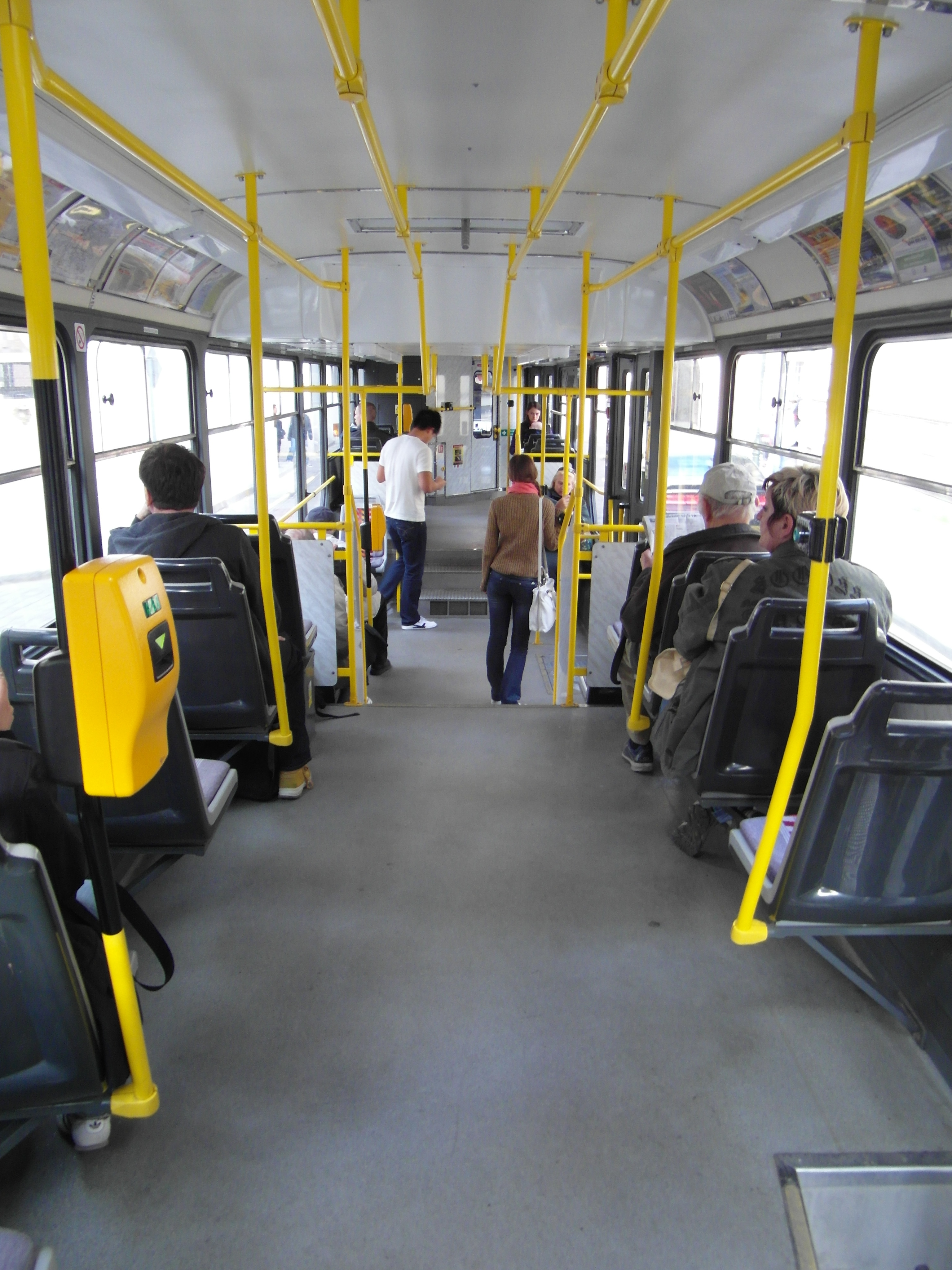
車内
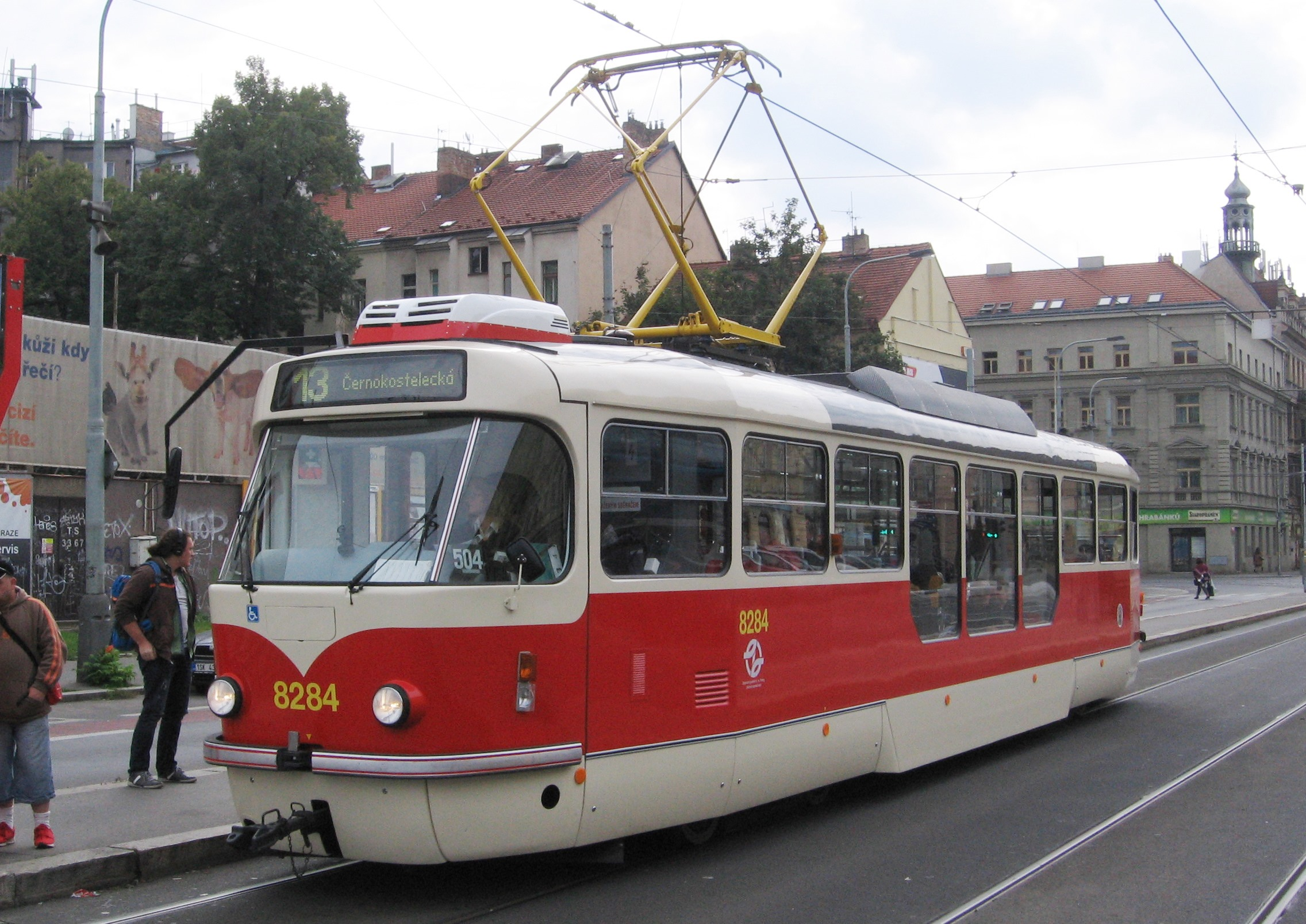
タトラT3に合わせた新塗装

### 観光用車両

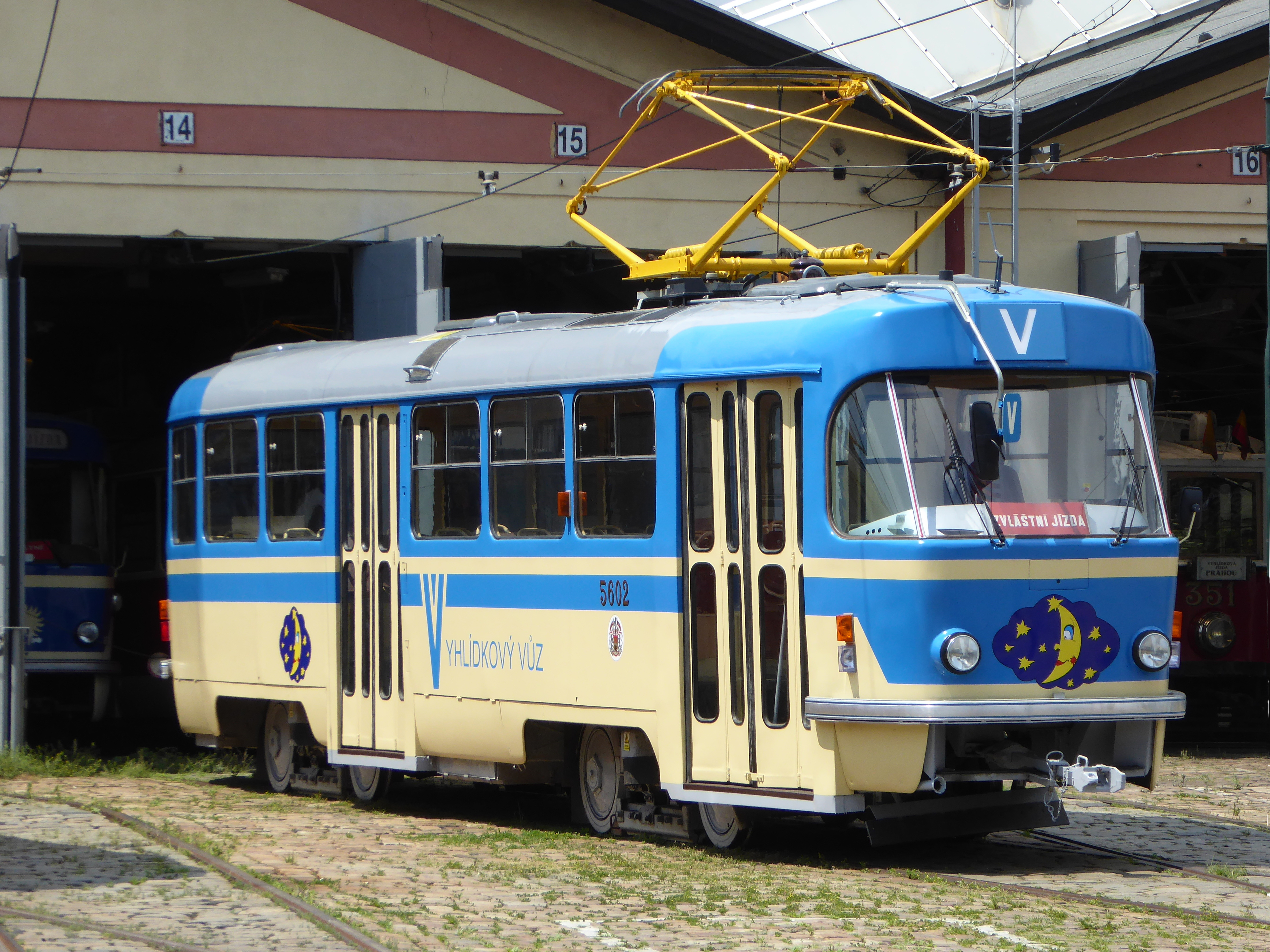
"ミシチェク"（観光用車両）

タトラT3のうち2両については1989年に観光用車両への改造が行われた。そのうち6384を改造した5601はチェコ語で太陽を意味する「スルニーチコ（Sluníčko）」、6400を改造した5602は月を意味する「ミシチェク（Měsíček）」と言う愛称が付けられた。その後、旧型車両が観光用に使われる機会が増えた事で5601は運用から離脱し、教習車に転用された後2005年にタトラT3R.PV（8167）への改造が行われた一方、5602は引き続き観光用車両として在籍している。

### "T3クーペ"（T3 Coupé）

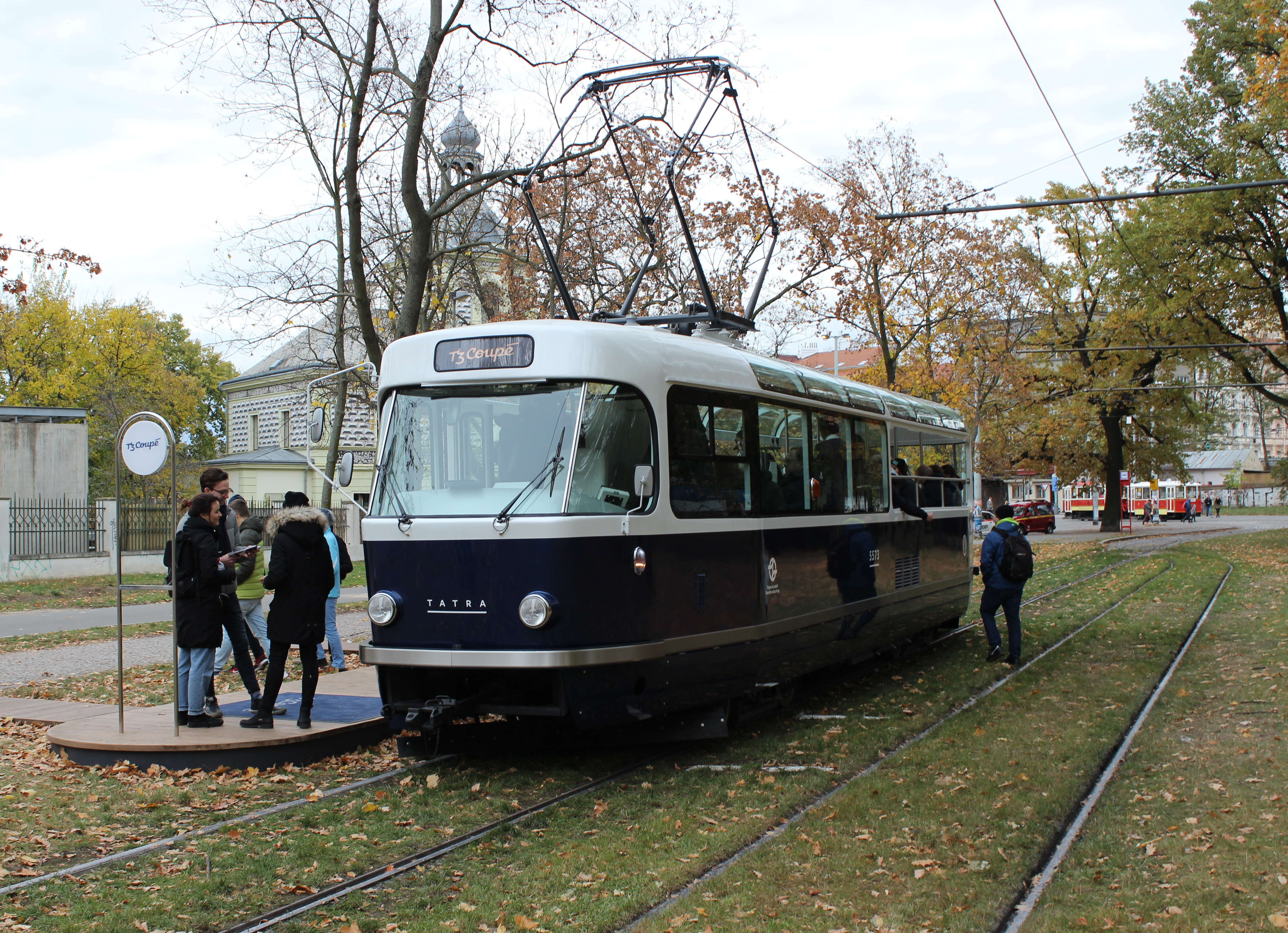
"T3クーペ"

タトラT3R.P（5573）を改造する形で導入された、プラハ市電の観光路面電車車両。改造により乗降扉が前方1箇所になった事が「クーペ（Coupé）」の愛称の由来である。
長年プラハの顔として活躍を続けるT3に加え、最初のタトラカーとして導入されたタトラT1や旧型の長距離バスであるシュコダ706RTO LUXを基にデザインが行われ、天窓が追加されている他、車体後方はオープンデッキに改造されている。設計当初は後方のオープンデッキ部分は屋根がないオープントップ構造にする事が検討されていたが、悪天候時の対処に加えパンタグラフから発する火花からの保護の観点から屋根が設けられた経緯を持つ。側窓や乗降扉がある車体前方には座席に加えバーカウンターが設けられており、車内全体の床材はヨットで使用されている特別な仕様となっている。最大定員数は31人である。
これらのデザインはチェコのデザイナーであるアンナ・マレショヴァー（Anna Marešová）率いるデザイン事務所のアンナ・マレショヴァー・デザイナーズ（Anna Marešová Designers）が手掛け、プラハの伝統や歴史を活かした観光電車というコンセプトが高く評価され2019年のレッド・ドット・デザイン賞を受賞している。
設計は2016年から行われ、2年後の2018年10月25日から営業運転を開始した。一般利用客を対象としたツアー列車に加え、団体客などへの貸切運転にも対応している。

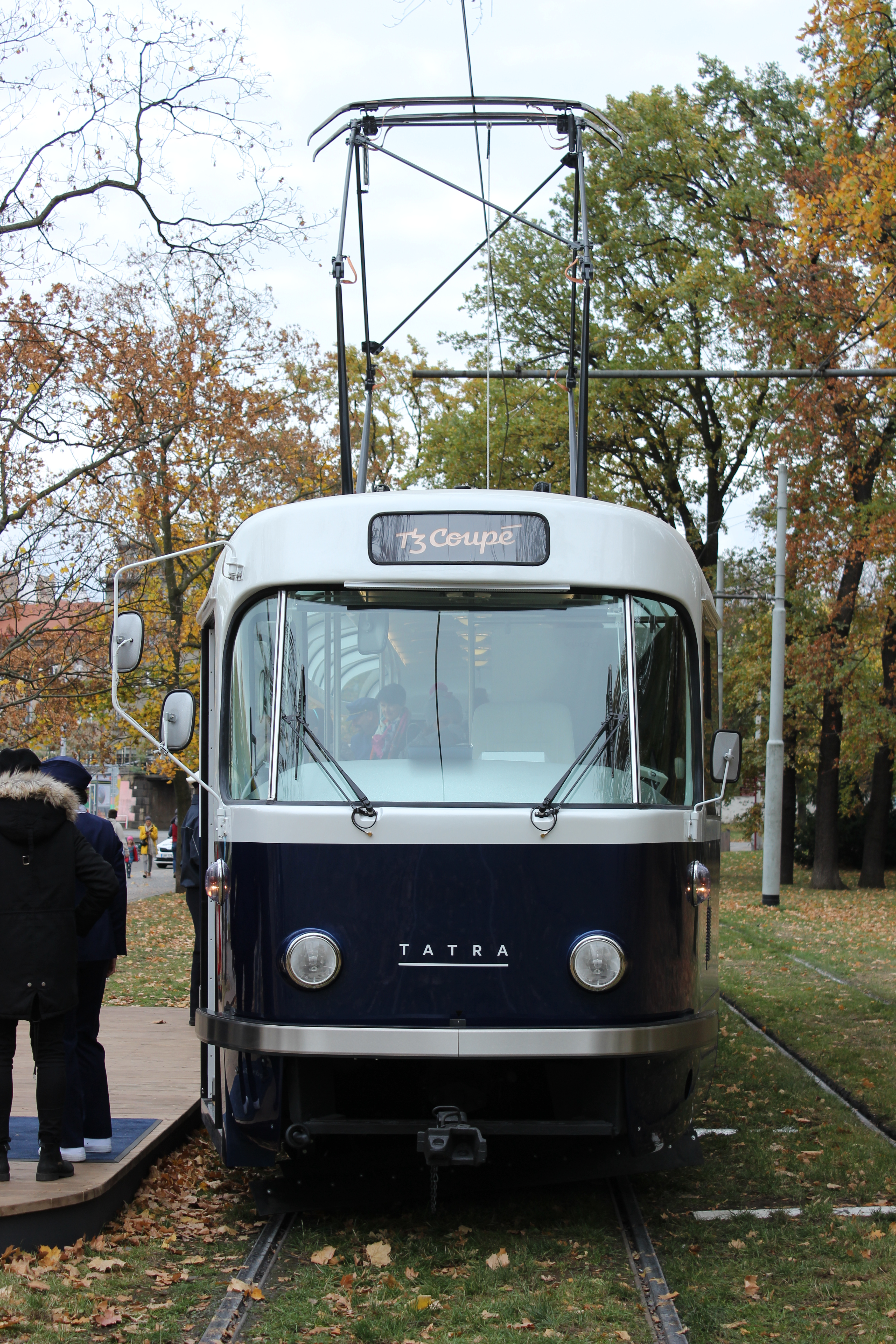
前面
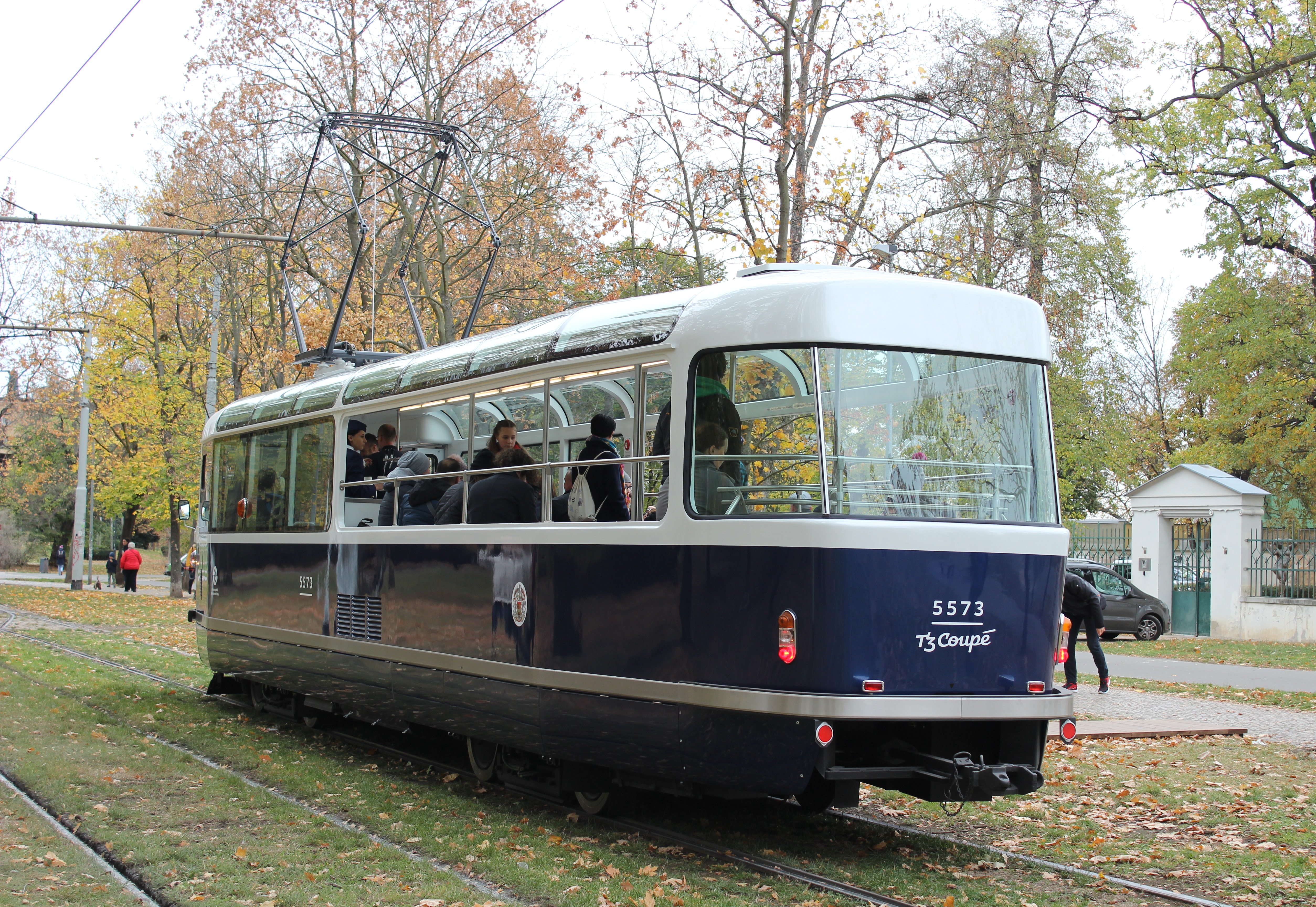
後方はオープンデッキとなっている
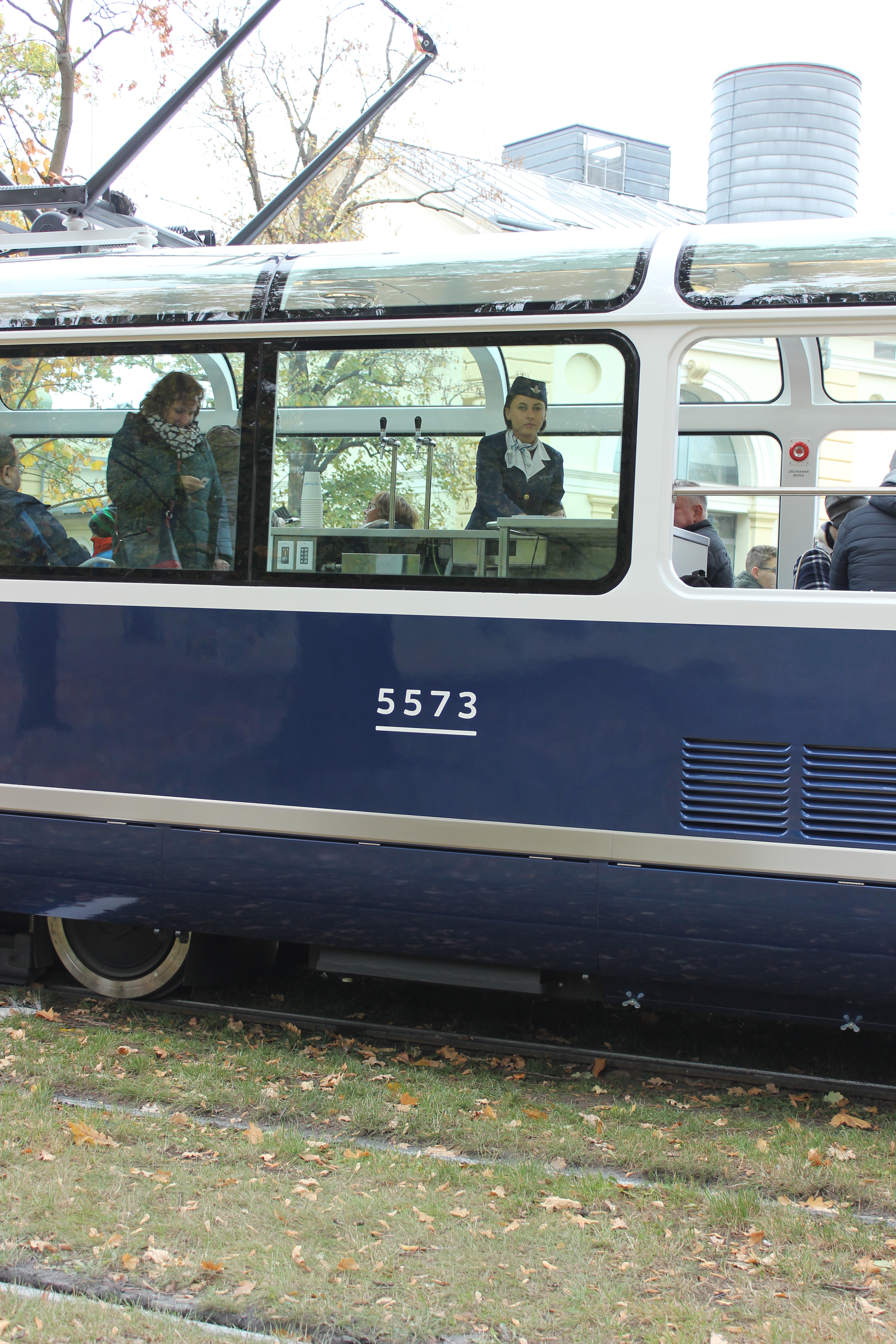
乗務員とバーカウンター

### "マザチカ"（Mazačka）

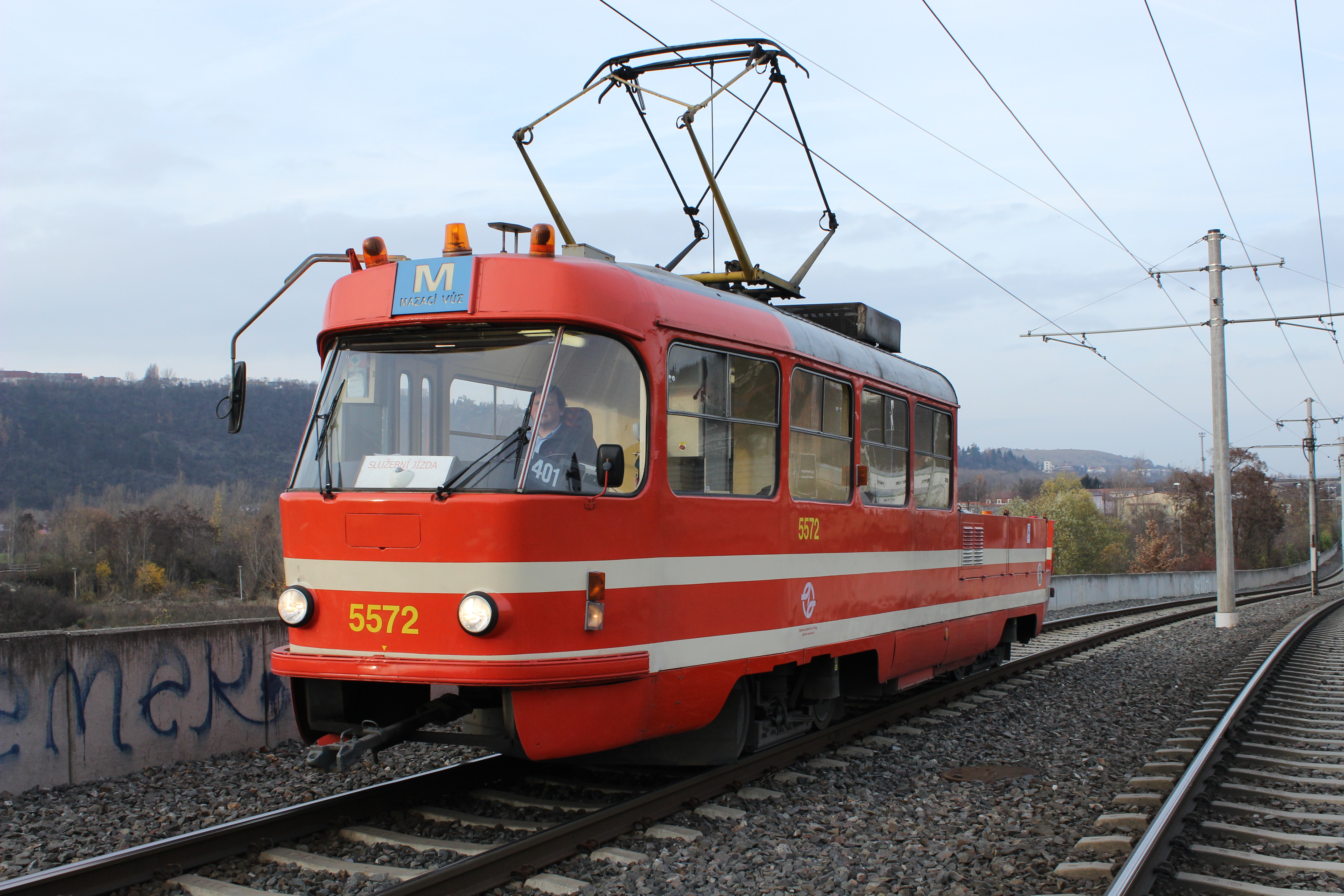
"マザチカ"

プラハ市電向けのタトラT3のうち、1965年に製造された6498はチェコスロバキアの民主化後の1990年に旅客運用から撤退した後、プラハ市電各地の車庫へ路面電車車両の保守部品などを輸送する配給車として用いられる事になり、車体後方の屋根の撤去および容量13 m2の荷台化やサイリスタチョッパ制御方式を用いたTV1形制御装置への交換などの改造を行った上で、1992年以降「5572」の車両番号を得た上で再度運用を開始した。改造当初は重量級の荷物を搭載するためのクレーンの設置が搭載されていたが、使用頻度が想定より少なかった事から1995年に撤去された。また2003年には運転台側の台車前方にスノープラウが設置され、冬季には除雪車としても運用されるようになった。
その後、路面電車車両の曲線走行時における騒音を抑制するため、潤滑剤を線路に散布する機構を搭載する事が2014年に決定し、散布用のノズルが後方の台車付近に設置された他、荷台に潤滑剤を搭載したタンクが、車内後方に空気タンクを備えたエアコンプレッサーが搭載された。翌2015年以降プラハ市電各地を走行しながらの散布作業が実施され、運用開始前に86dBを記録していた騒音が61dBに低下した事が確認されている。更に2016年には夏季における芝生軌道の灌漑を目的にしたスプリンクラーが台車の外側に設置された事で荷台に水タンクが常備されるようになり、2017年には走行時にPM2.5を始めとする有毒な粒子状物質の濃度を測定するセンサーが搭載されている。
プラハ各地を不定期に走るこの電車は鉄道ファンのみならずプラハ市民からも人気を集めるようになり、潤滑装置（マザチー、Mazací）にちなみ「マザチカ（Mazačka）」という愛称で親しまれている。走行時にカメラによって記録された車両後方からの映像はインターネットを用いてライブ配信されており、2020年現在はMALL.TVでの配信が行われている。更にチェコの音楽グループである2MSは、2015年にこの電車の活躍にちなんだ楽曲「Mazací」を発表している。

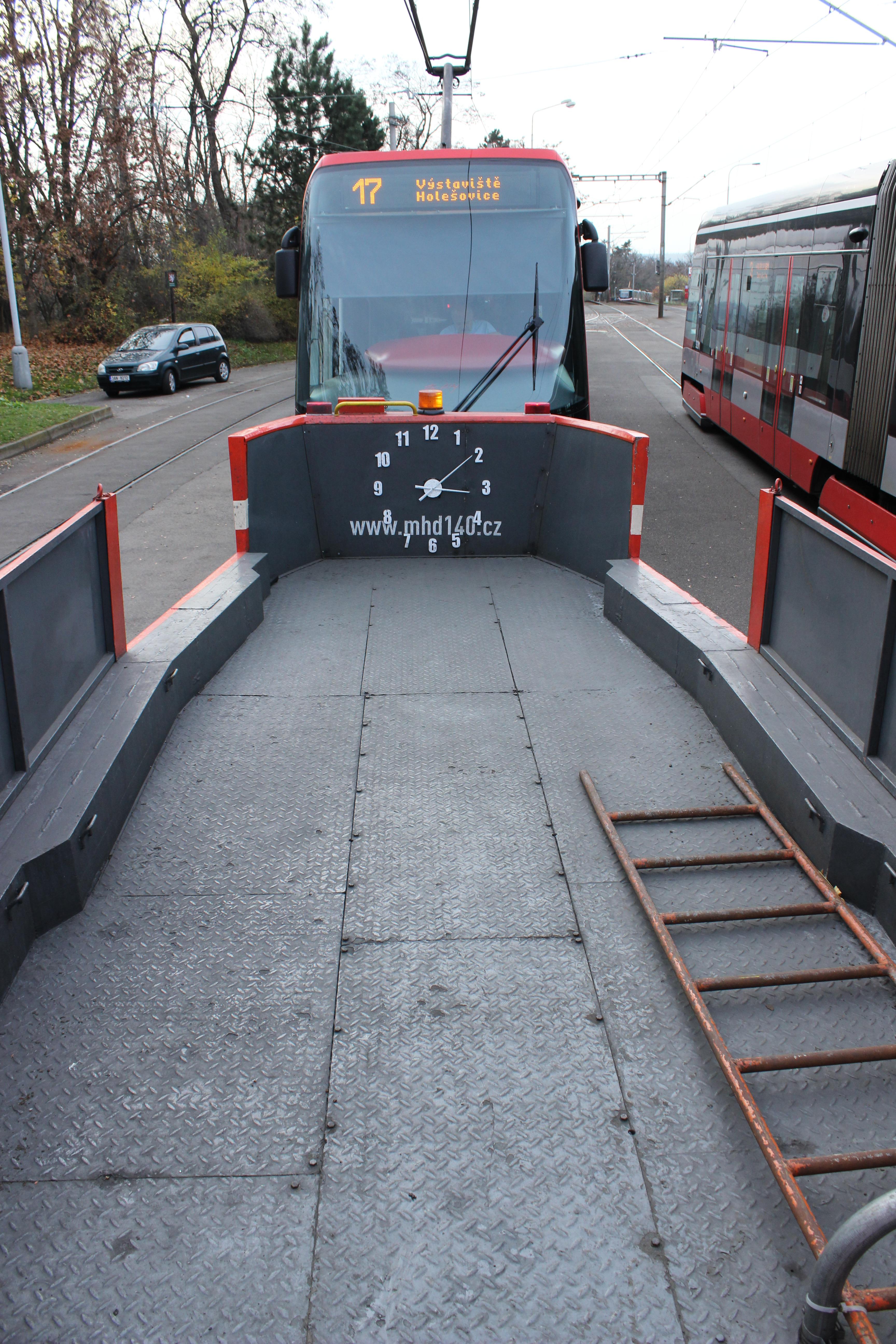
屋根がない後方の荷台
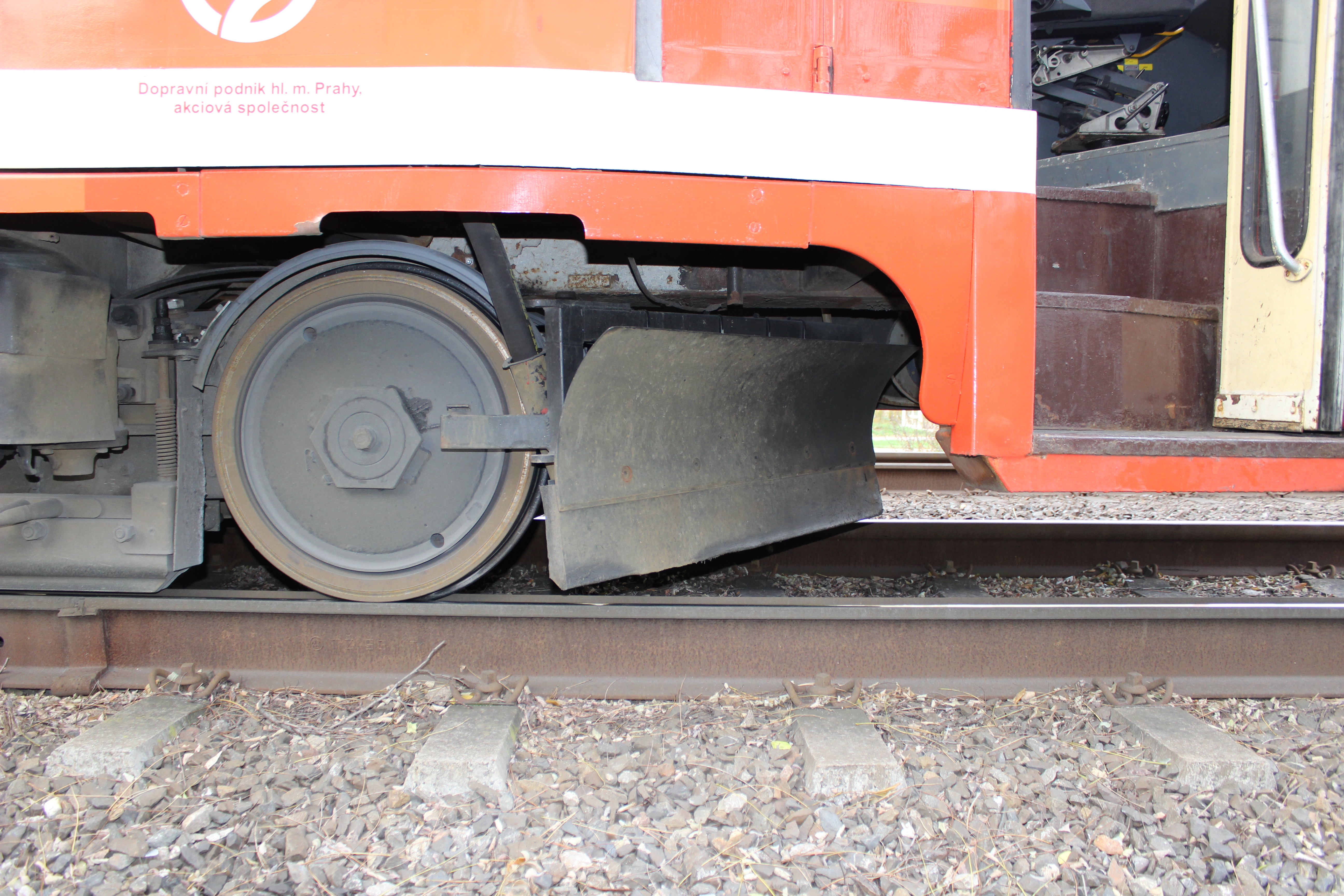
運転台側の台車前方にはスノープラウが設置されている
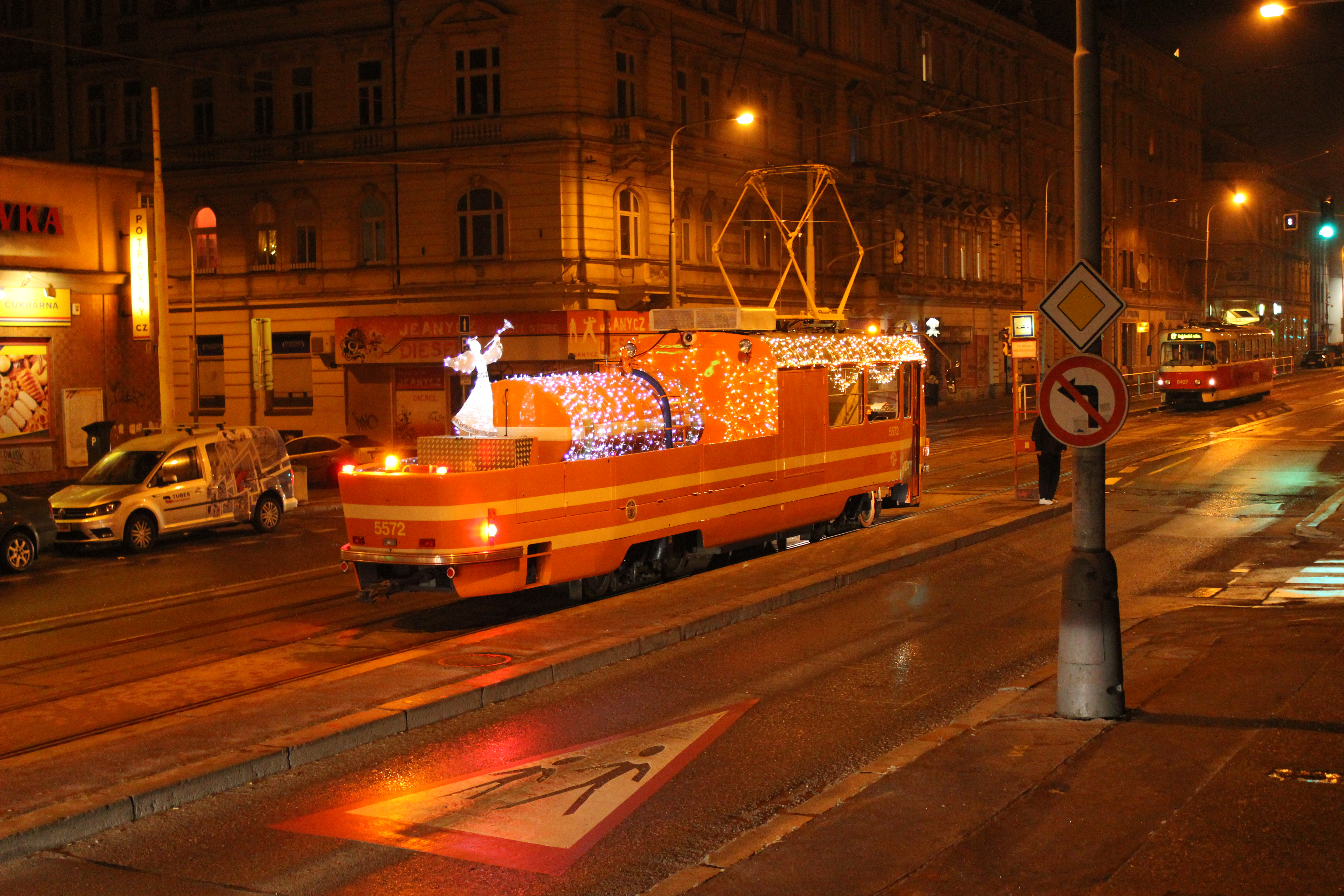
装飾で彩られた"マザチカ"（2016年12月29日撮影）
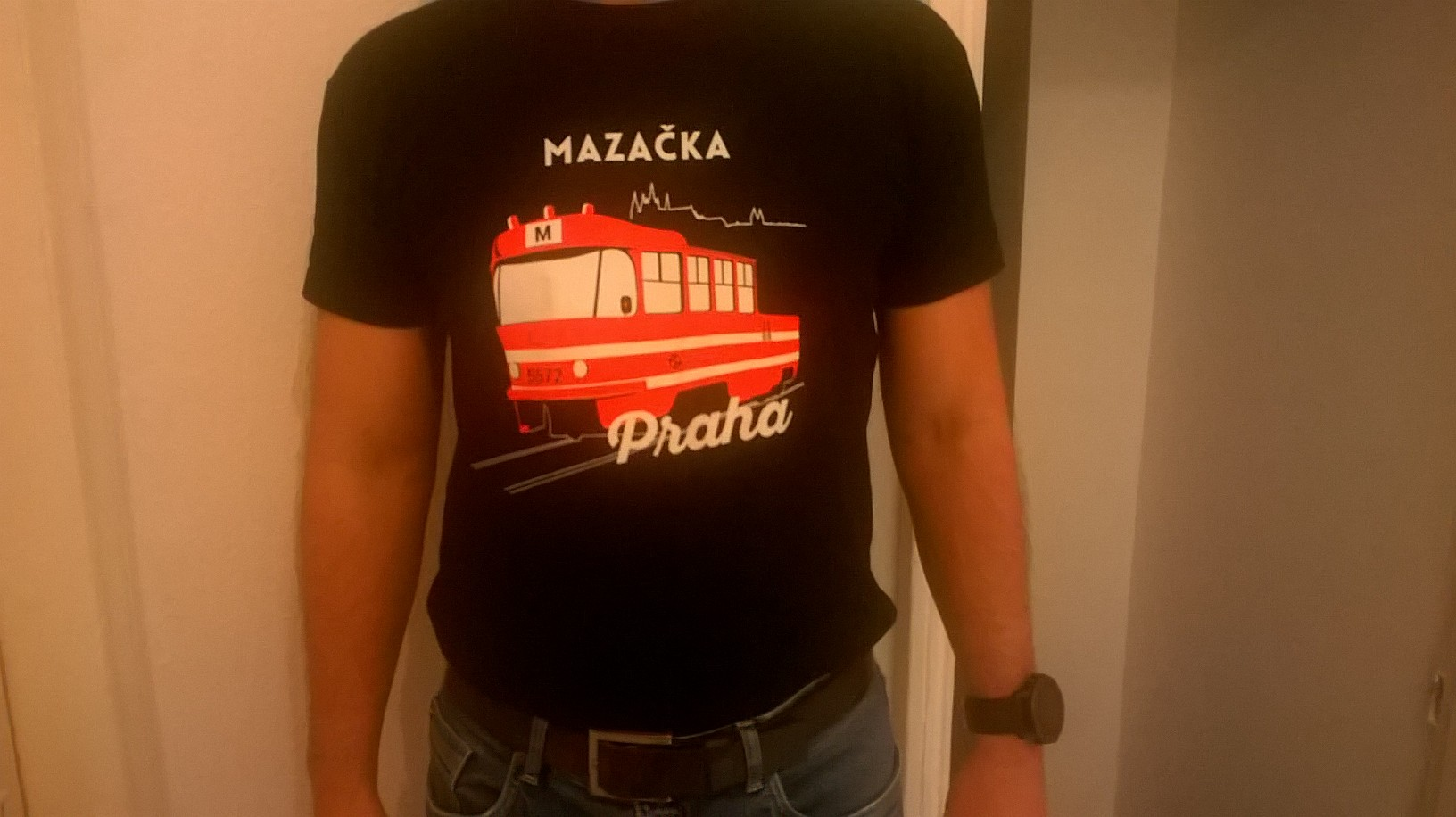
"マザチカ"柄のTシャツ

### その他事業用車両
営業運転から離脱したT3のうち、9両（5411 - 5419）については車体下部へのスノープラウの設置や一部の窓や座席の撤去などの改造を受け、雪かき用に使いられている。また、この雪かき車や「マザチカ」以外にもプラハ市電にはタトラT3を改造した教習車や検測車などの事業用車両が多数在籍している。

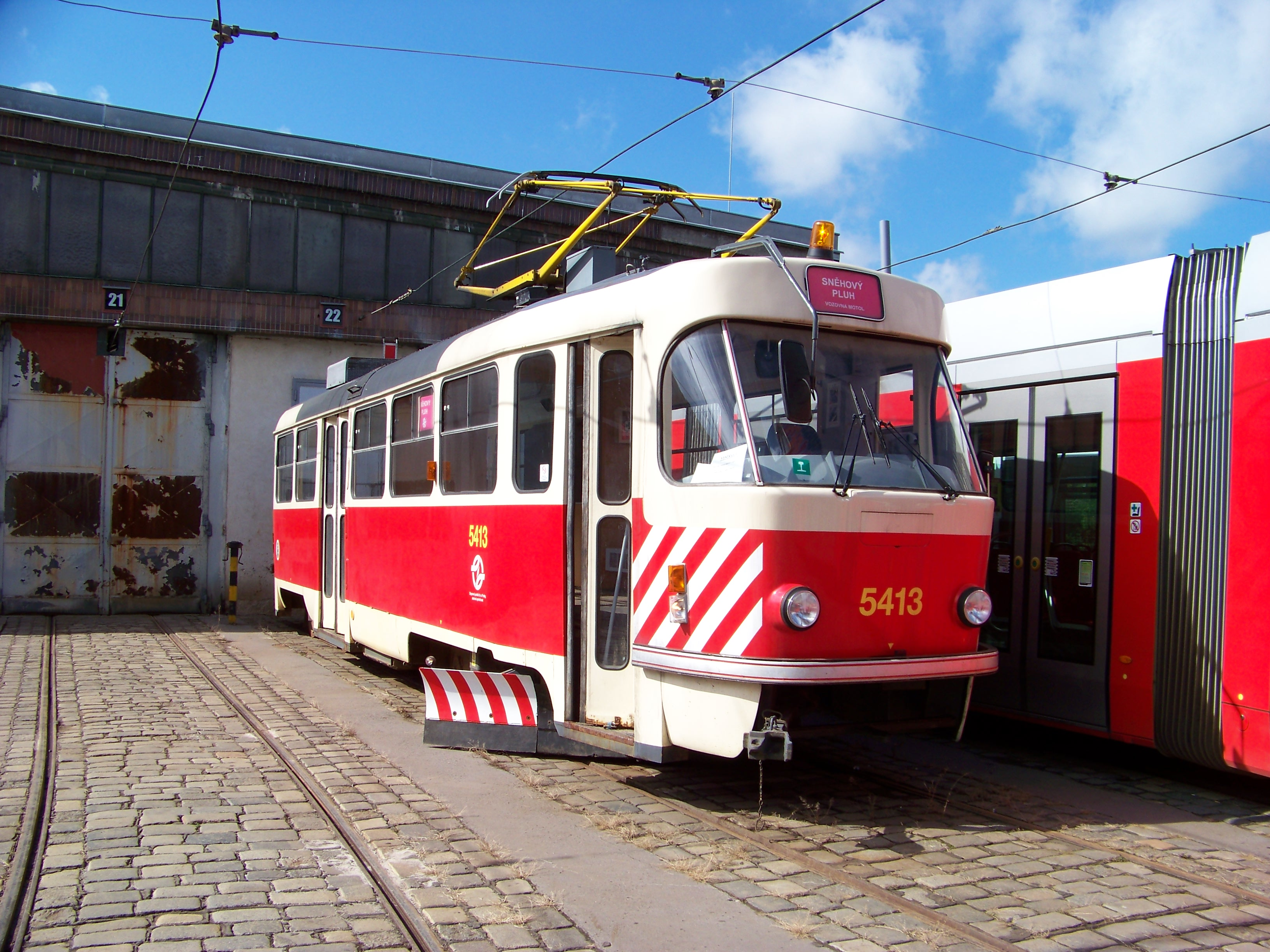
雪かき車（5413）（2012年撮影）
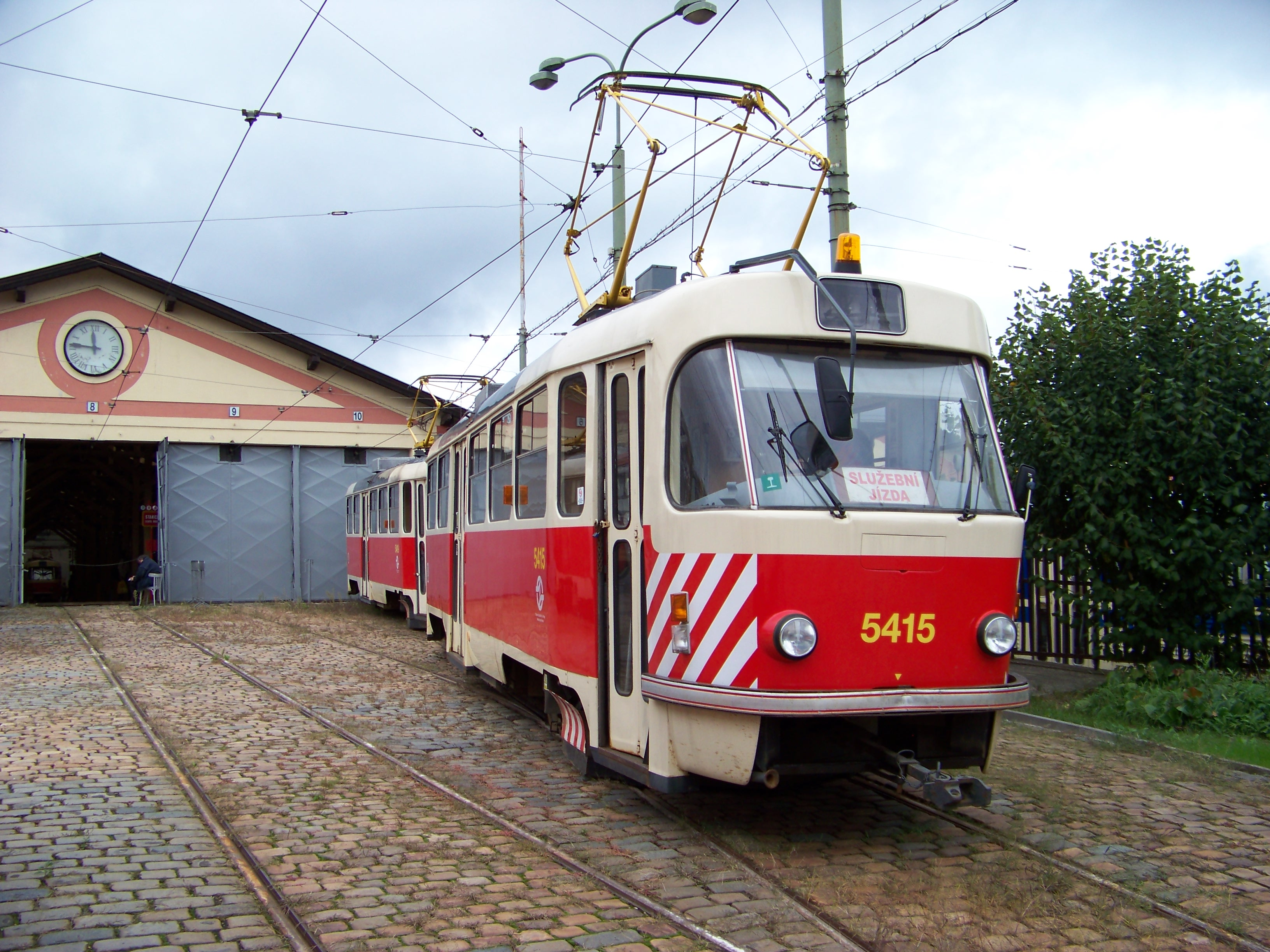
雪かき車（5415）（2013年撮影）
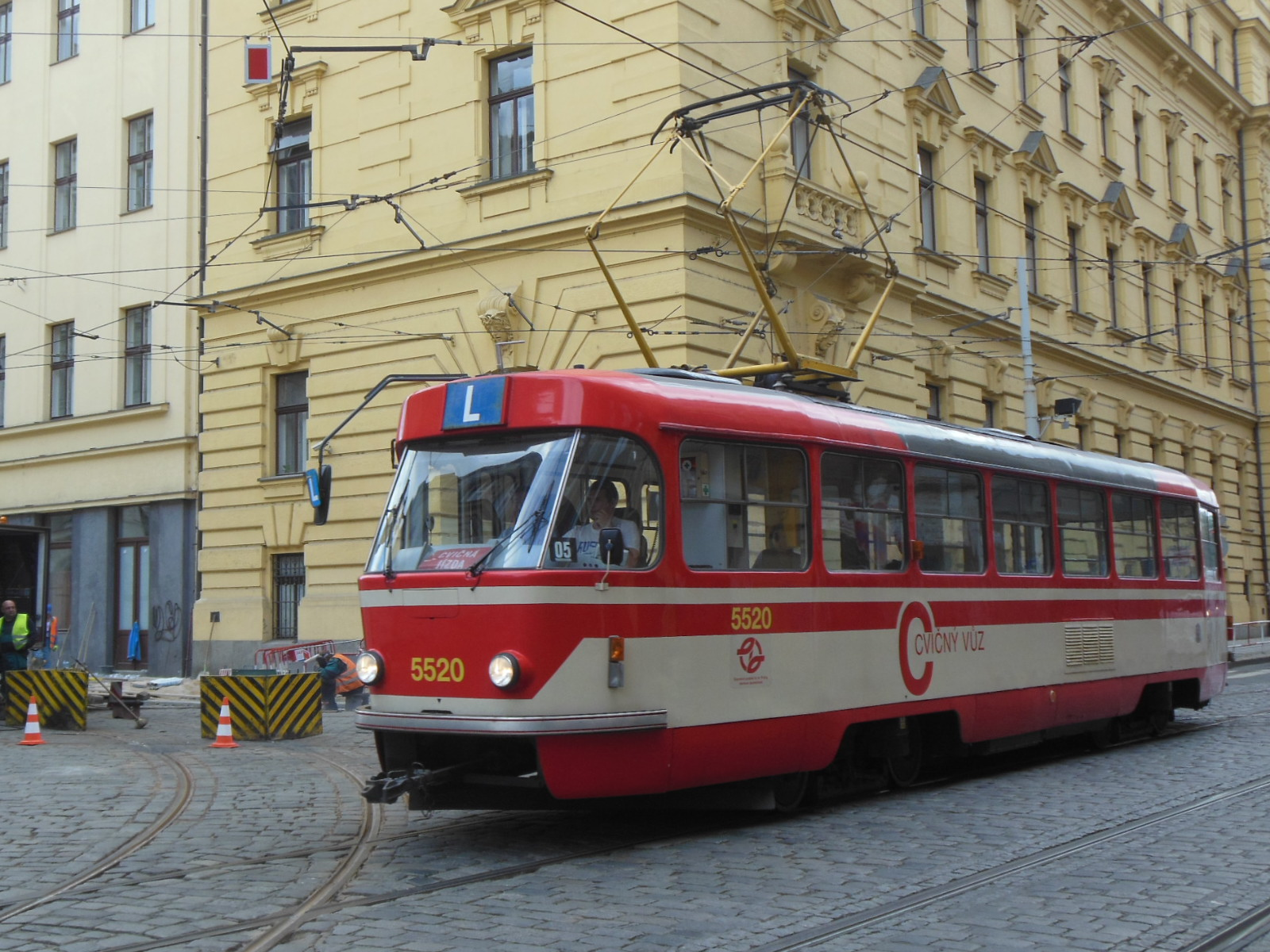
教習車（5520）（2014年撮影）
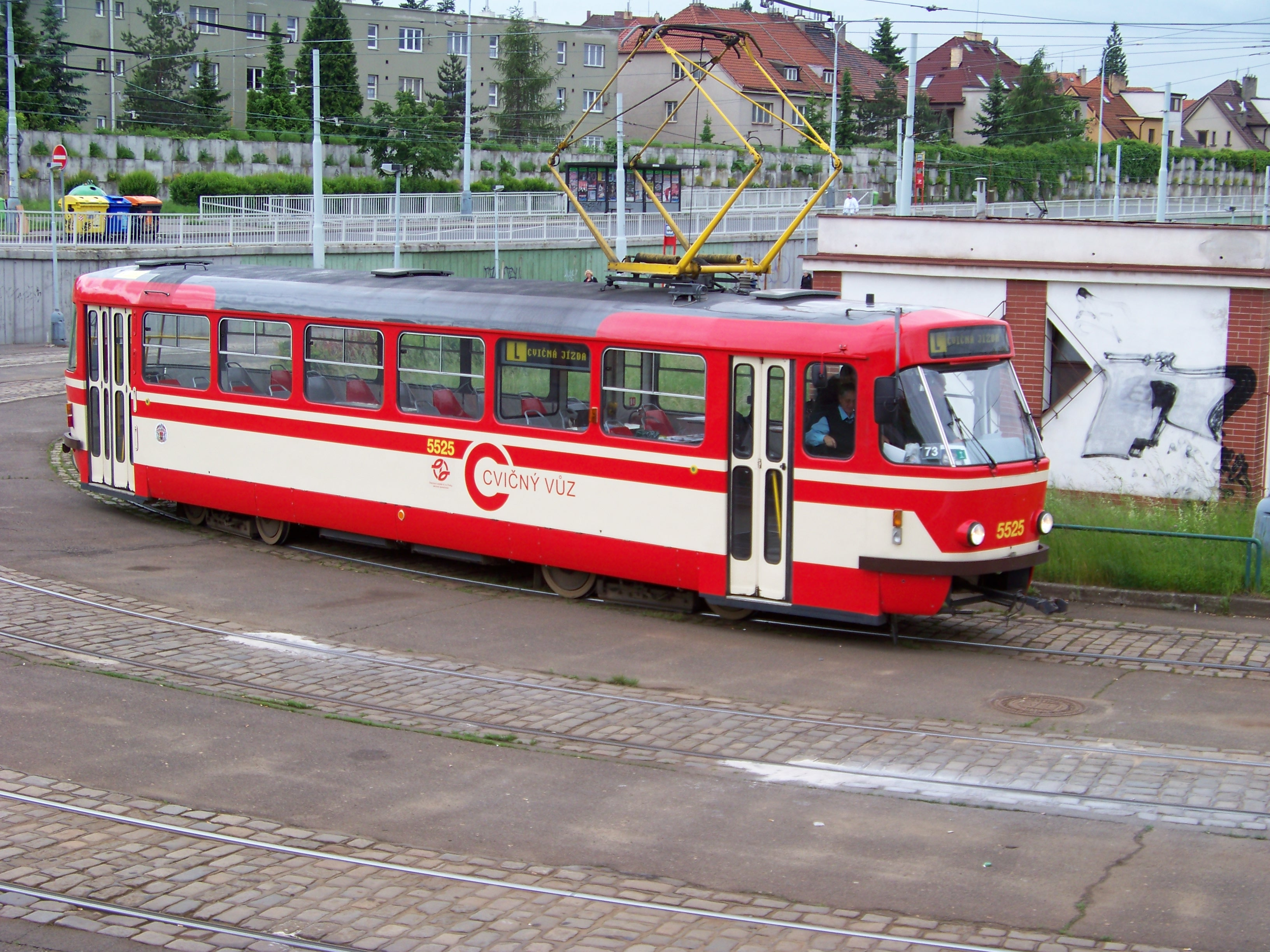
教習車（5525）（2010年撮影）
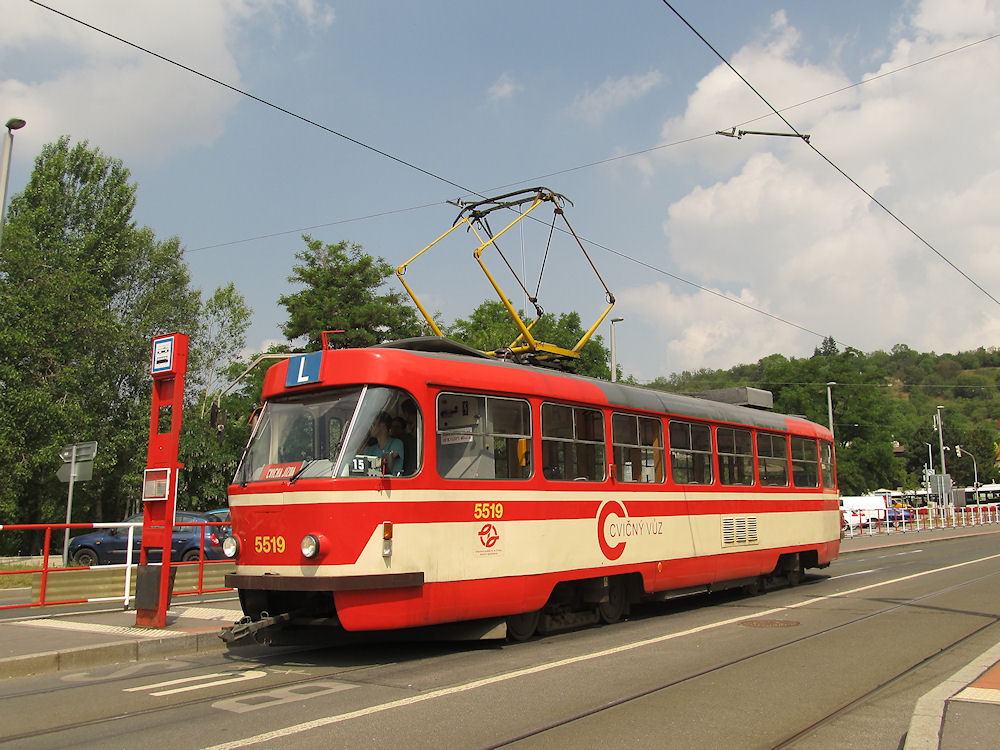
教習車（5519）（2018年撮影）
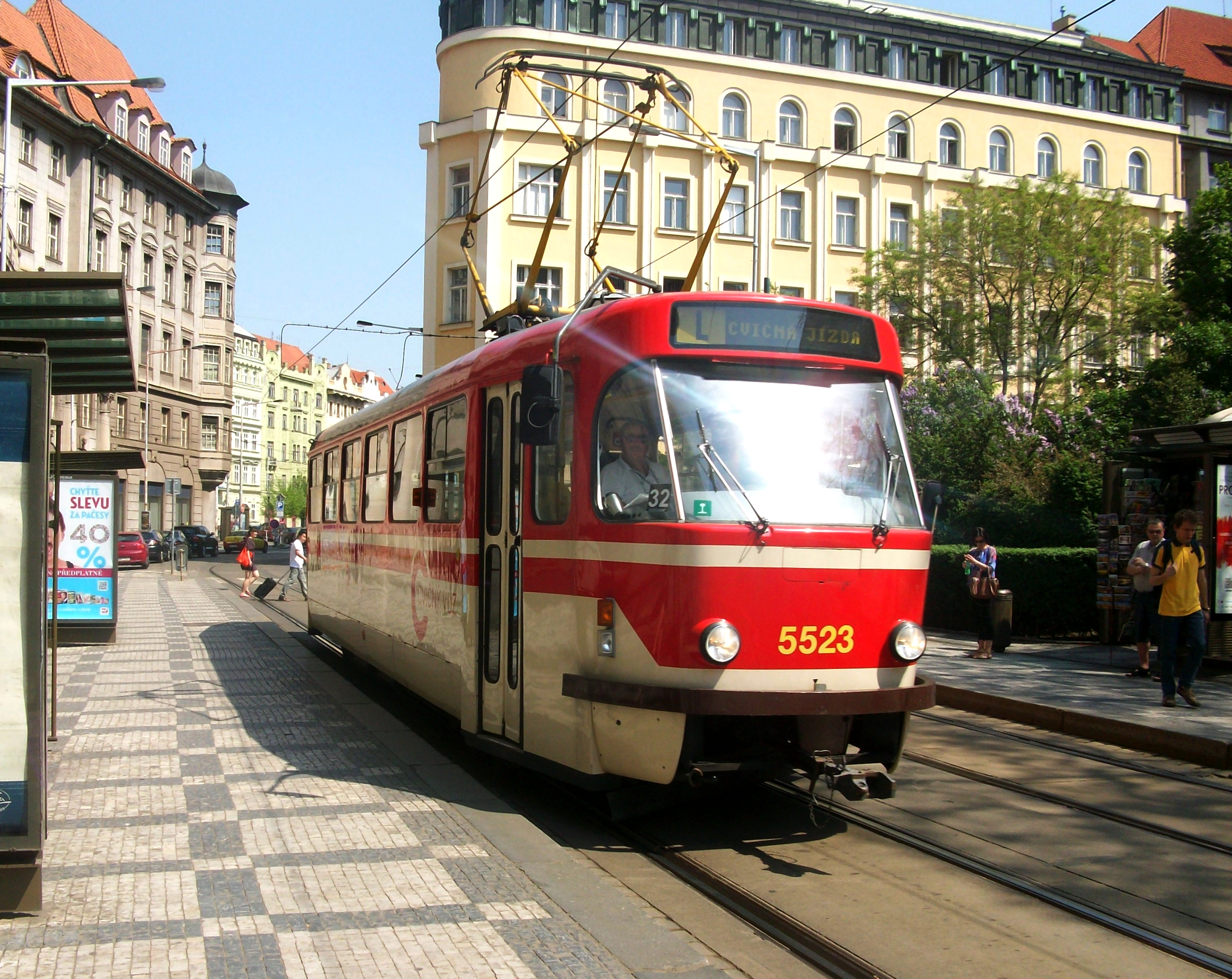
教習車（5523）（2012年撮影）
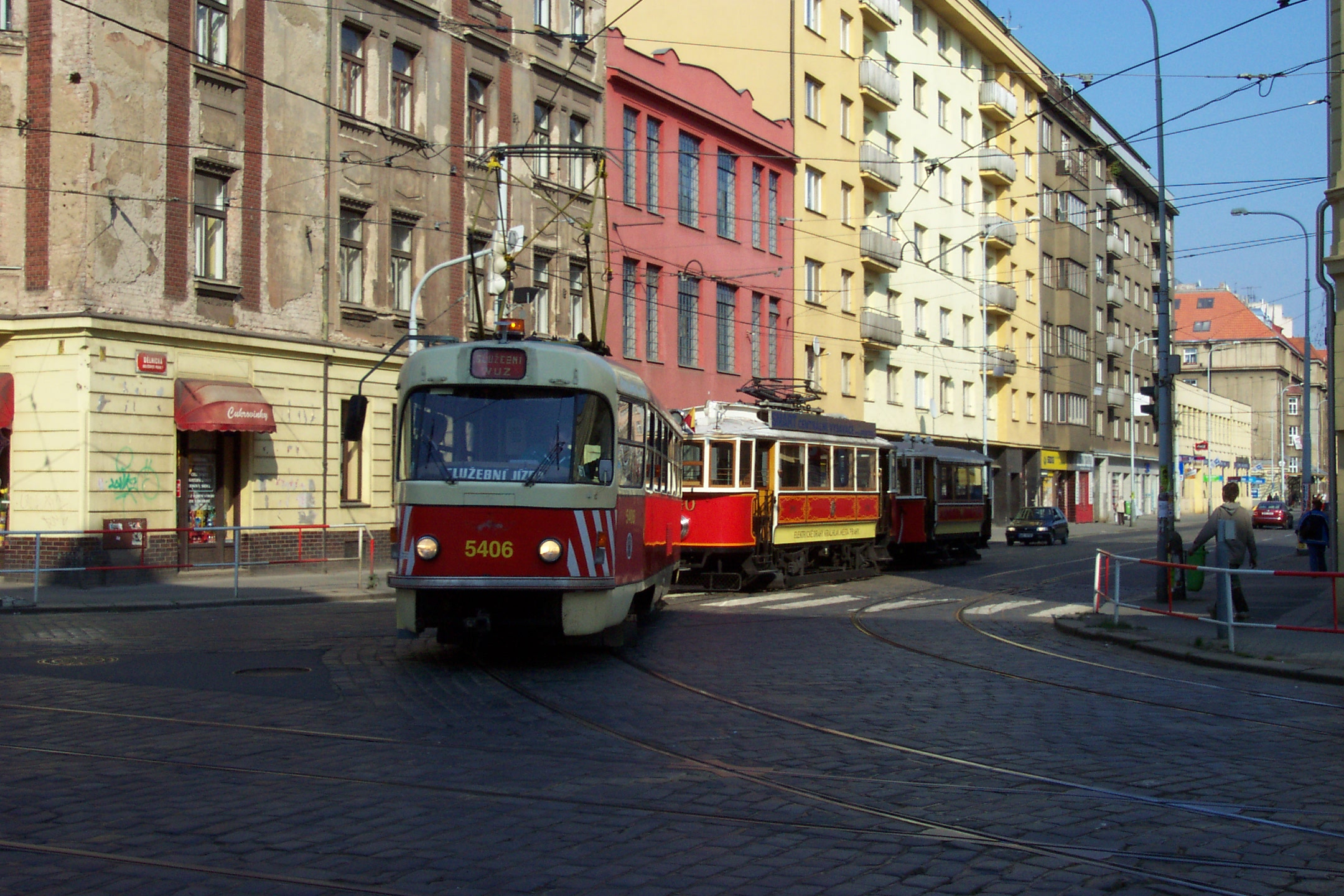
牽引車（5406）（2007年撮影）
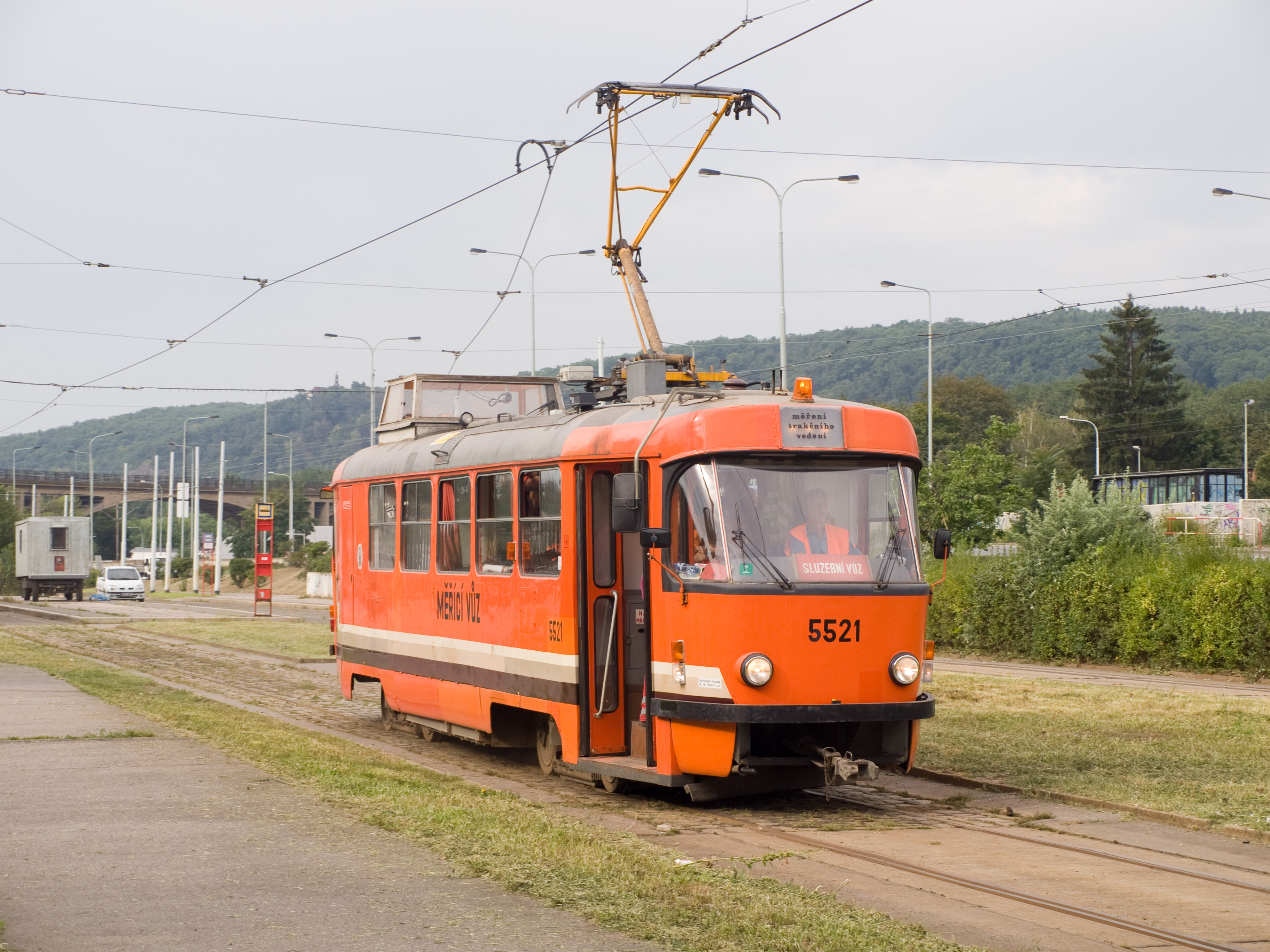
検測車（5521（2011年撮影））

## 譲渡

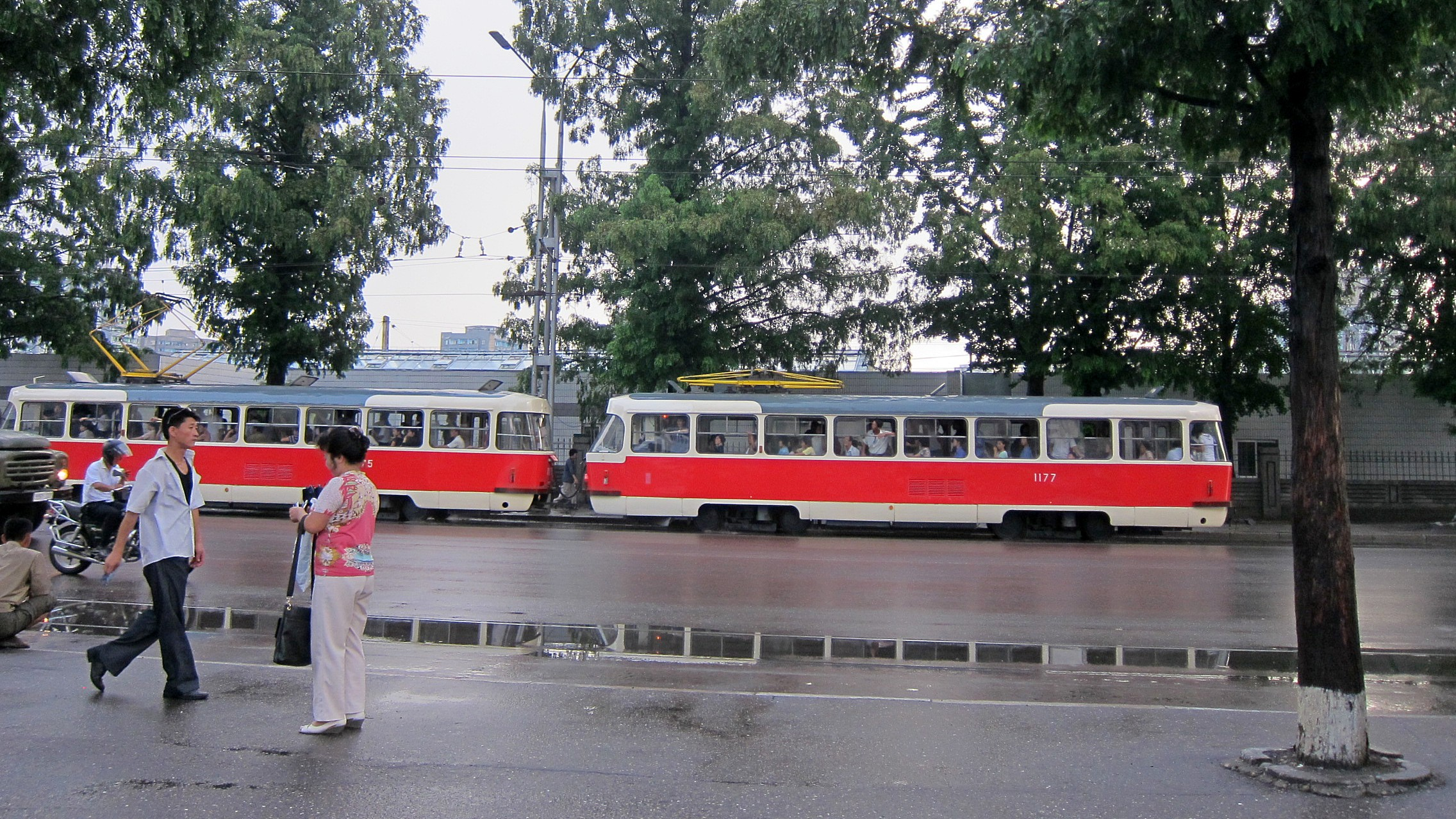
平壌市電（北朝鮮：平壌直轄市）で使用されているプラハ市電のタトラT3（2012年撮影）

プラハ市電から引退したタトラT3の多くは解体、もしくは保存されている一方、ウクライナやロシア連邦、北朝鮮など国内外の路面電車への譲渡も積極的に実施されている。その中には日本・高知県の土佐電気鉄道（現：とさでん交通）も含まれており、1994年に1両が譲渡されたが、営業運転に使用されることなく2004年に解体されている。

## その他
プラハ市電を含むプラハ市内や郊外の公共交通機関ネットワーク「PID（Pražská integrovaná doprava）」では、路線網の拡大に合わせて2020年にスーパーレイティブ・ワークス（Superlative.works）が手掛けた統一デザインを採用し、2030年代までを目標に鉄道車両やバスなどの使用車両を順次塗り替える事を決定した。薄い灰色を地色として縦に赤の太帯を塗るこのデザインは、プラハの顔となっているタトラT3の塗装を基に考案されたものである。ただしタトラT3および改造形式に関しては塗装変更の対象外となっており、今後も現塗装のまま使用される事になっている。